# Suzzara
Suzzara (IPA: /sudʣˈara/, Süṣèra in dialetto basso mantovano) è un comune italiano di 21 256 abitanti della provincia di Mantova. Situata nella Pianura padana, sulla riva destra del Po, fa parte dell'Oltrepò mantovano e del Basso mantovano, e si trova nella parte meridionale della provincia. È il terzo comune della provincia per popolazione, dopo il capoluogo e Castiglione delle Stiviere.
Storicamente contesa tra Mantova e Reggio Emilia, tra il 1010 e il 1313, fu molto attiva nel periodo del Risorgimento italiano e si sviluppò come patria del socialismo sin dai suoi primordi. Vide la nascita dell'industria di costruzione di macchine agricole, tra cui si distinse la ditta Fratelli Casali oggi Iveco, fondata nel 1891 che rese la città il primo polo industriale del Mantovano.
È nota come la Città del Premio per il rinomato Premio Suzzara, che si svolge ogni anno alla Galleria.

## Geografia fisica
Suzzara è inserita in un paesaggio tipicamente fluviale e padano. Suzzara si trova nella regione Lombardia, nel settore sud – occidentale della provincia di Mantova, confina con la regione Emilia-Romagna ed è parte delle terre dell'Oltrepò mantovano. Il comune sorge sulla sponda destra del fiume Po, al di sotto di una grande ansa che raccoglie le acque del fiume Oglio Il centro abitato è attraversato in zona nord dal 45º parallelo, la linea equidistante fra il Polo nord e l'Equatore.

### Territorio

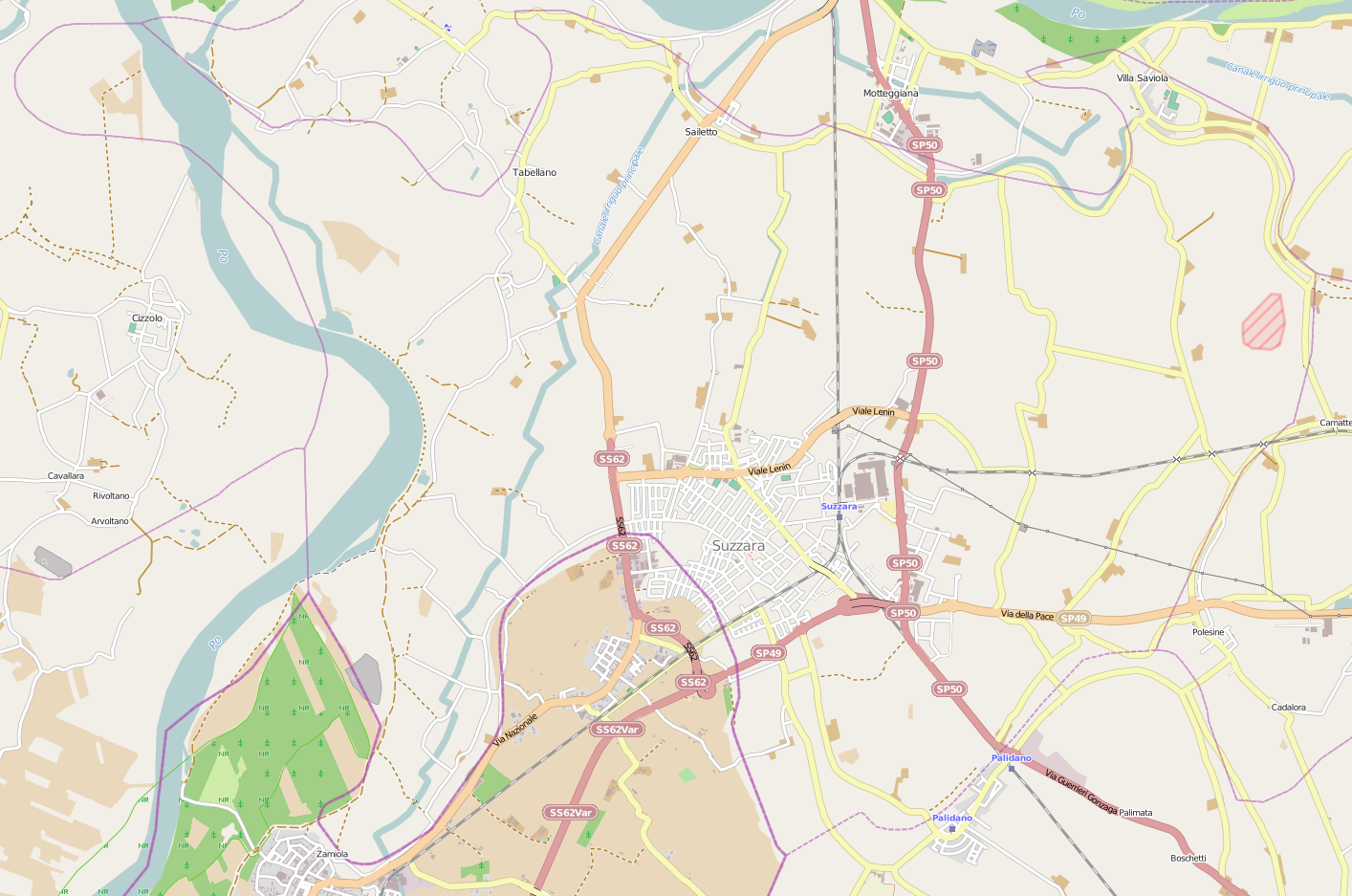
Mappa del territorio di Suzzara

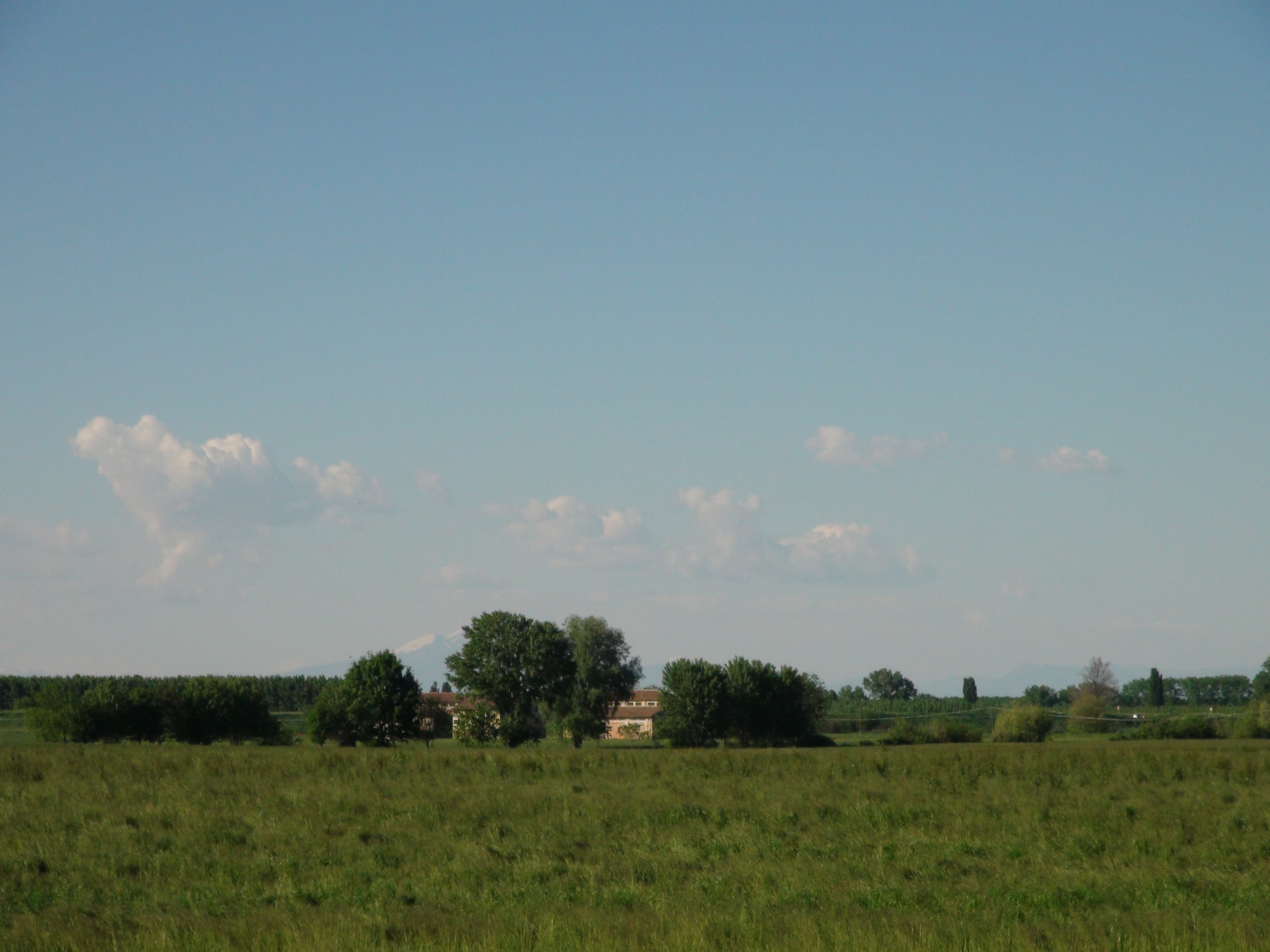
Territorio di Suzzara

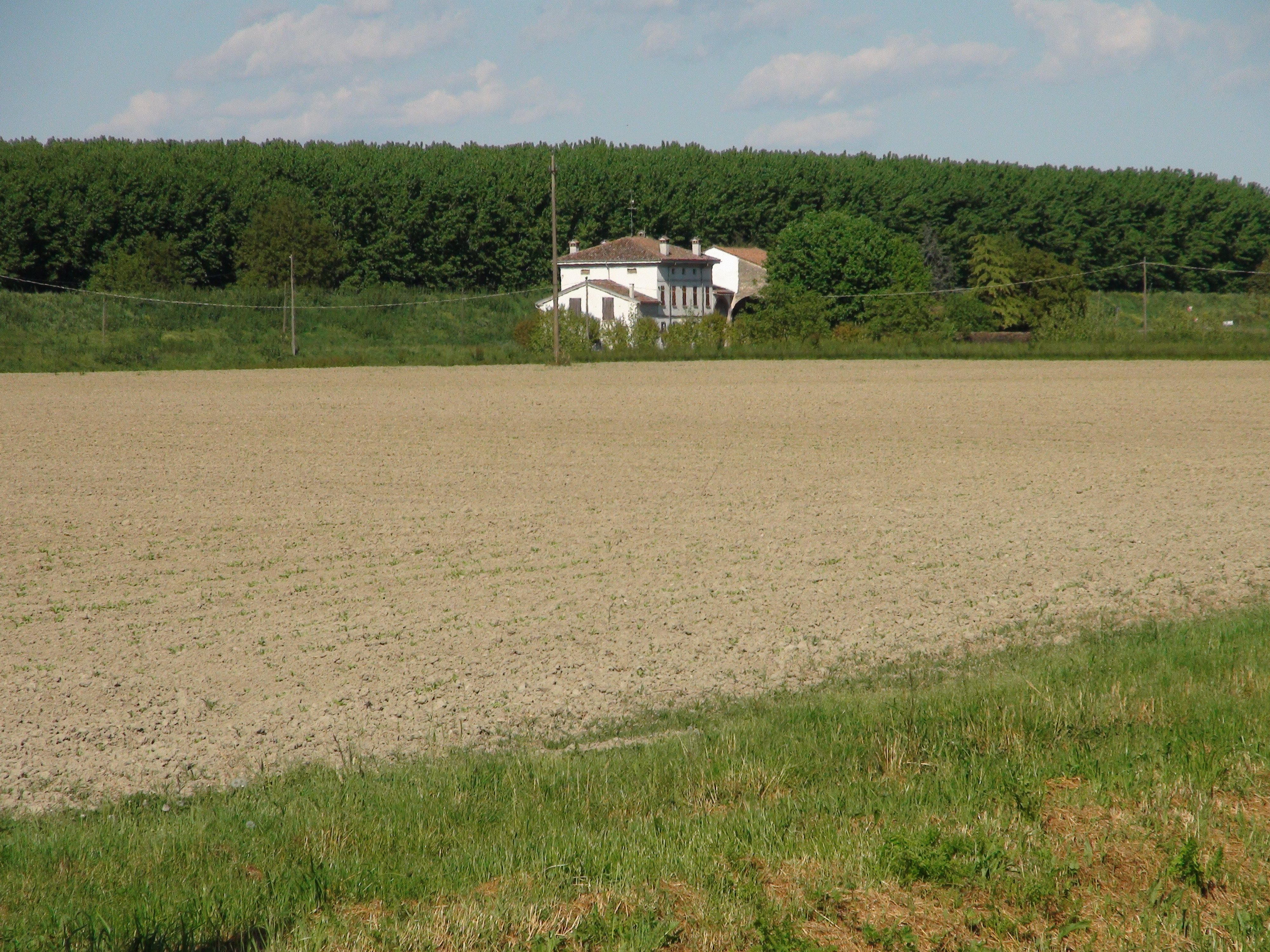
Paesaggio rurale di Suzzara

Suzzara si estende per 61,10 km² a una altitudine media di 20 m s.l.m.. Il comune confina a nord con Motteggiana, a sud con Luzzara, in Emilia-Romagna, a ovest con Dosolo e Viadana e a est con i comuni di Pegognaga e Gonzaga.
Classificazione sismica: zona 4 di pericolosità molto bassa, vedi Ordinanza del PCM n. 3519/2006.

### Idrografia
In origine Suzzara si trovava alla sinistra del fiume Po. Con il progressivo spostamento dell'alveo del fiume verso nord a causa di alluvioni appenniniche, il corso principale si è ridotto all'attuale canale “Po vecchio” che si trova a sud di Suzzara, mentre quello che prima era solo un ramo è diventata l'ansa che attraversa il territorio di Suzzara.
Suzzara, come dice il nome, si trova a sud del canale Zara, che viene ritenuto generalmente l'ultimo tratto dell'Oglio che, catturato dal Po nella sua migrazione verso nord, è rimasto praticamente senza bacino imbrifero e quindi con alimentazione assai ridotta rispetto alle dimensioni dell'alveo che ancora oggi si possono vedere.

### Clima
Come il resto della Pianura Padana il clima è di tipo temperato umido (Köppen Cfa) con caratteristiche continentali, estati calde e asciutte e inverni piuttosto rigidi. Clima inoltre tipico della Bassa padana. In particolare gli inverni sono poco piovosi e con giornate di nebbia; le estati tendono a essere afose con precipitazioni a carattere temporalesco; le primavere e gli autunni sono generalmente piovosi.
- Classificazione climatica: zona E 2435[23]

| Ghedi                      | Mesi  | Mesi | Mesi | Mesi | Mesi | Mesi | Mesi | Mesi | Mesi | Mesi  | Mesi  | Mesi  | Stagioni | Stagioni | Stagioni | Stagioni | Anno |
| Ghedi                      | Gen   | Feb  | Mar  | Apr  | Mag  | Giu  | Lug  | Ago  | Set  | Ott   | Nov   | Dic   | Inv      | Pri      | Est      | Aut      | Anno |
| -------------------------- | ----- | ---- | ---- | ---- | ---- | ---- | ---- | ---- | ---- | ----- | ----- | ----- | -------- | -------- | -------- | -------- | ---- |
| T. max. media (°C)         | 4     | 8    | 13   | 17   | 22   | 26   | 29   | 28   | 24   | 18    | 10    | 5     | 5,7      | 17,3     | 27,7     | 17,3     | 17   |
| T. min. media (°C)         | −3    | −1   | 3    | 7    | 11   | 15   | 18   | 17   | 14   | 9     | 3     | −2    | −2       | 7        | 16,7     | 8,7      | 7,6  |
| Precipitazioni (mm)        | 60    | 54   | 64   | 69   | 92   | 75   | 73   | 85   | 62   | 84    | 79    | 54    | 168      | 225      | 233      | 225      | 851  |
| Giorni di pioggia          | 6     | 6    | 8    | 9    | 10   | 9    | 6    | 8    | 6    | 7     | 8     | 6     | 18       | 27       | 23       | 21       | 89   |
| Umidità relativa media (%) | 86    | 81   | 75   | 76   | 73   | 71   | 72   | 72   | 75   | 79    | 85    | 86    | 84,3     | 74,7     | 71,7     | 79,7     | 77,6 |
| Vento (direzione-m/s)      | WNW 5 | W 5  | W 5  | W 5  | W 5  | W 5  | W 5  | W 5  | W 5  | WNW 5 | WNW 5 | WNN 5 | 5        | 5        | 5        | 5        | 5    |

## Origini del nome
Il toponimo deriva dal latino subaqueum Zara ovvero sotto l'acqua (subaqueum) dello Zara (propriamente "giara"), nome che identifica una diramazione dell'Oglio che sfociava nel Po nei dintorni di Governolo e passante per questa cittadina; come altri corsi d'acqua ha un appellativo che si riconduce a un vaso da liquidi.
Il nome Suzzara si trova per la prima volta menzionato l'8 settembre 872 in un diploma dell'imperatore Ludovico II il Giovane, indirizzato a Roffredo vescovo di Reggio Emilia.Si trattava dell'isola di Suzzara, così chiamata perché circondata da diversi corsi d'acqua, fra cui la Zara: il canale Zara che ne delimitava la parte nord, il Po a ovest e il “Po Vecchio” al confine sud-est.
Nei primi documenti compariva in varie forme: Suzaria, Sozara (secolo XII), Sugaria (secolo XIII), Sycaria, Suczaria, Syguaria e forme simili, in quanto l'antica z in periodo medioevale si è trasformata in g.

## Storia

### Le origini
Il più antico documento relativo all'esistenza di Suzzara risale all'anno 870, nel quale, tuttavia, veniva fatta menzione dell'intera "isola" di Suzzara e non esclusivamente del centro abitato. In questa prima attestazione si cita Suzzara in quanto le venne cambiata l'amministrazione da parte dell'imperatore Ludovico II il Giovane. Dall'abbazia di Leno di Brescia Suzzara passò alla curia di Reggio. La donazione fu ribadita da Carlo il Grosso nell‘879, nel 900 e nel 999. È certo invece che Suzzara fu la prima terra che nella contesa tra Mantova e Reggio Emilia passò al territorio mantovano, come emerge nell'elenco degli Statuti Bonacolsiani datati tra il 1303 e il 1313, a differenza di Pegognaga, Gonzaga e Bondeno per le quali si stabilì un co-dominio tramite il contratto denominato "Regula Padii". Inoltre in parecchi altri diplomi imperiali contemporanei l'isola di Suzzara è nominata tra le entità fatte oggetto di donazione alla chiesa di Mantova.
In ogni caso è lecito anche supporre il passaggio dalla contea di Brescia a quella di Reggio Emilia che a sua volta ne cedette una porzione nel 1010 al marchese Bonifacio di Canossa, restando sotto il governo dei Canossa, titolari di entrambe le contee.
Il passaggio a Mantova avvenne probabilmente nel 1280, ovvero dopo la conquista dell'Isola da parte di Pinamonte Bonacolsi, senza che vi fosse più alcuna rivendicazione da parte della Curia reggiana o un intervento armato di Reggio Emilia. Pochi anni dopo la famiglia Ippoliti, non avendo digerito il passaggio di reggenza e non avendo mai sopportato la politica dei Bonacolsi, insorse aiutata da alcune famiglie reggiane. La rivolta venne sedata subito.

### Il periodo gonzaghesco
Subentrati i Gonzaga in Mantova (ufficialmente nel 1332, dopo la rivolta ai Bonacolsi del 1328) e scemato il potere degli scaligeri di Verona, dopo la morte di Cangrande della Scala il capoluogo provinciale si trova in guerra contro i Visconti di Milano. Le prime schermaglie dei milanesi (1357 e 1368) partirono dal cremonese e, risalendo il fiume Oglio, arrivarono a distruggere Borgoforte e Governolo. Ma con la presa della casata milanese di Reggio (1371), comprata per 30.000 ducati d'oro ai discendenti di Feltrino Gonzaga (i quali danno origine al primo ramo cadetto della famiglia Gonzaga di Novellara e Bagnolo), il fronte d'attacco milanese si espanse. Ludovico II Gonzaga per correre ai ripari decise, l'anno seguente, di fortificare tutta la zona a sud del mantovano; dando il via alla costruzione del castello in muratura in Suzzara. Le truppe di Jacopo dal Verme conquistarono Suzzara nel 1397 e dopo un anno di tregua fra le due casate, Suzzara, nel 1399 torna ai Gonzaga, dopo un anno di reggenza di Carlo I Malatesta.

### Il periodo austriaco e francese
Il XVIII secolo fu caratterizzato dal dominio degli austriaci (dal 1708 al 1797). Nell'epoca del governo dello Stato di Mantova decentrato a Milano, Suzzara fu decretata Pretura di limitata giurisdizione da parte di Maria Teresa, figlia di Carlo VI. Di conseguenza nel 1750 ottenne un Pretore, che risiedeva nell'attuale sede municipale.
Il XVIII secolo fu invece caratterizzato da una breve dominazione francese, a seguito della presa di Mantova da parte di Napoleone Bonaparte nel 1796. Il 9 giugno i francesi entrarono a Suzzara per porvi il campo militare. Soccorsi dagli austriaci nell'estate, i suzzaresi costrinsero i francesi alla ritirata. In questa occasione alcuni suzzaresi arrestarono dei soldati francesi e per questo motivo poco tempo dopo subirono le rivendicazioni di questi ultimi, che a seguito di processo ottennero la cessione di alcuni oggetti preziosi della Chiesa.
Questa sistemazione durò fino al 1814 quando tornarono nuovamente gli austriaci. Questo periodo fu caratterizzato da una condizione di estrema periferia per Suzzara, che ne condizionò la vita politica, sociale ed economica fino al 1866. Le cause di ciò si riscontrano nelle difficili condizioni infrastrutturali, vista l'assenza di un ponte tra Suzzara e Mantova e la presenza di un sistema ferroviario e viario poco sviluppato. Soltanto dopo l'Unità d'Italia inizierà un vero e proprio processo di sviluppo economico.

### Il periodo risorgimentale

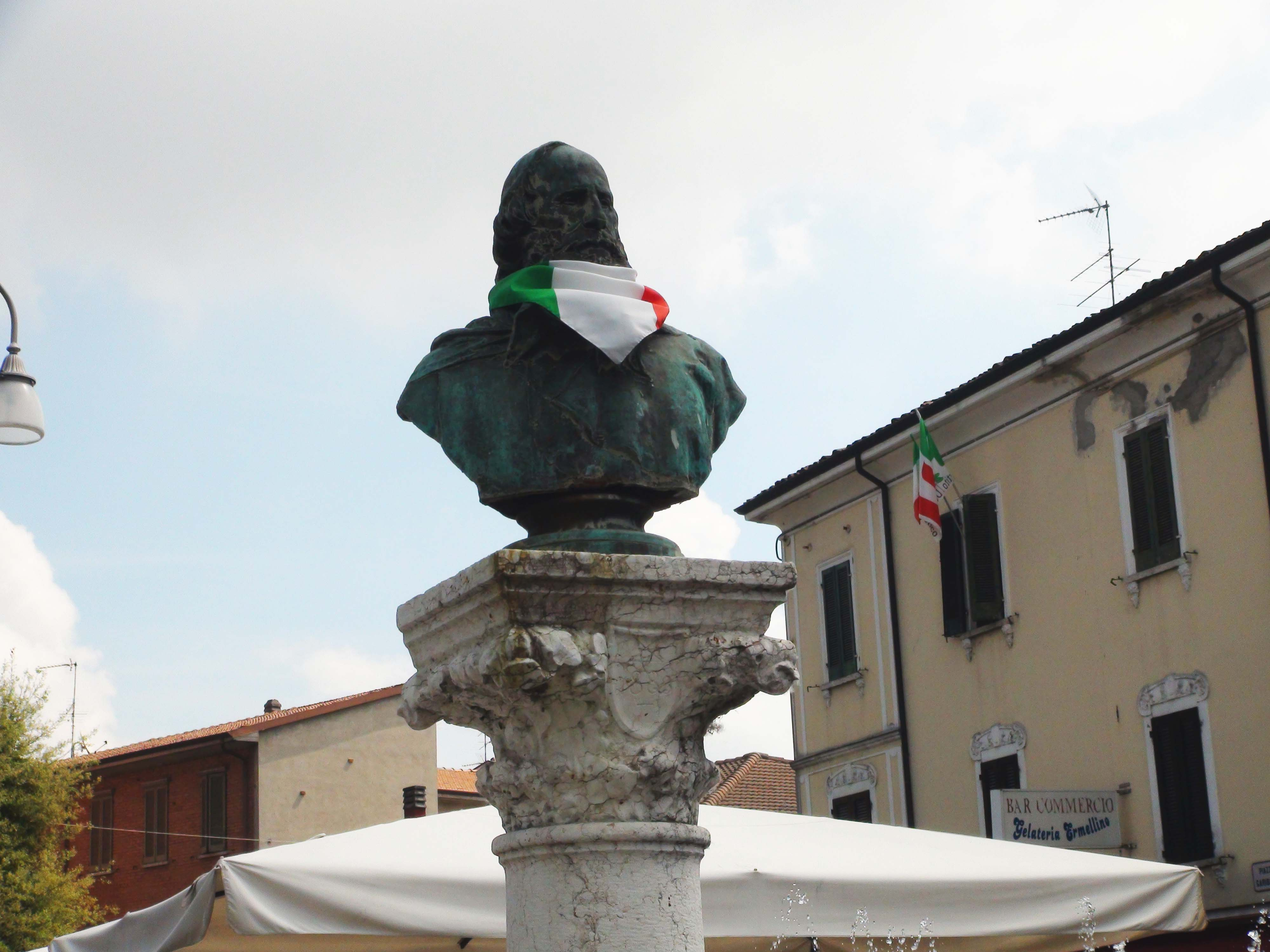
Busto di Giuseppe Garibaldi, piazza Suzzara

Il periodo del Risorgimento vide una grande partecipazione della gioventù suzzarese, come testimonia la targa di marmo posta sulle mura della Torre Civica che riporta i nomi di giovani combattenti. In particolare durante la Prima guerra d'indipendenza italiana si formò un Comitato di Pubblica Sicurezza, che fungeva da vero e proprio centro di direzione politica locale. In questo contesto Suzzara venne quindi gestita dallo schieramento patriottico locale. Tuttavia i patrioti suzzaresi non erano soltanto liberal-moderati. Molti giovani infatti andarono a ingrossare le file dei volontari nei corpi franchi mantovani durante la Prima guerra d'indipendenza italiana e per questo verranno arrestati dalla polizia austriaca in quanto "Compromessi politici". In totale i suzzaresi che hanno combattuto la guerra furono 32. Il fenomeno avvenne anche durante la Seconda guerra d'indipendenza italiana, quando alcuni giovani abbandonarono il Lombardo-Veneto per combattere come volontari con i piemontesi. Anche durante la Spedizione dei Mille i suzzaresi si distinsero e tra questi le cronache ricordano Emilio Buttironi e Telesforo Cattoni.
Suzzara entrò a far parte del giovane Regno d'Italia solo al termine della terza guerra d'indipendenza, a seguito del plebiscito delle province venete e di quella di Mantova del 1866.

### Suzzara post unitaria
Nel 1868 fu fondata la Società di mutuo soccorso degli operai di Suzzara, che col tempo passò dall'avere carattere puramente assistenziale ad assumere carattere sindacalista, un po' come avvenne in tutta Italia. Un episodio emblematico del fermento suzzarese di quell'epoca fu la “marcia dei cinquecento” del 1878, durante la quale 500 braccianti senza lavoro marciarono con le loro carriole e i loro attrezzi verso la sede del Municipio. 
Il contado suzzarese, specialmente Sailetto e Tabellano, prese parte attiva al moto La Boje (1884-1885) tant'è che uno dei maggiori protagonisti del moto fu Clemente Nizzoli di Sailetto. Furono questi anche gli anni di una forte crescita economica, che toccò il suo apice tra il 1880 e il 1914, grazie ad alcuni fattori importanti, quali lo sviluppo del capitalismo nelle campagne, la realizzazione della ferrovia, le abilità di un pioniere quale fu Francesco Casali, ma anche la scuola, la cultura, l'etica del lavoro e l'importante opera di riordino urbano attuata da Francesco Piazzalunga.
Nel 1873 venne ultimato il ponte di ferro sul Po, grazie alla formazione di una “Società Anonima per la costruzione e per l'esercizio di un ponte di chiatte sul fiume Po presso Borgoforte”, che si attivò come prima cosa per realizzare un collegamento tra le due sponde.
 
Nel 1869 fu aperta la linea ferroviaria Mantova-Modena, alla quale il comune concorse pagando 6000 lire. Bisogna ricordare che il ponte ferroviario sul Po, tra Motteggiana e Borgoforte, fu terminato nel 1874. 
Nel 1883 fu invece costruita la Ferrovia Parma-Suzzara e l'anno successivo la Ferrovia Suzzara-Ferrara. Da allora la rete ferroviaria suzzarese continuò a potenziarsi, tanto che nel 1928  si creò il percorso La Spezia-Verona-Brennero via Parma-Suzzara-Mantova, che restò in funzione per due anni.
Le Società operaie e le agitazioni che si erano susseguite verso la fine dell'Ottocento, fecero di Suzzara terreno fertile per la nascita del socialismo, che si sviluppò in tutta Italia a partire da Genova nel 1892. Il partito nascente poté contare su uomini pieni di fede e capacità: Achille Menotti Luppi, Vittorio Fiorenzano, Pietro Aleotti, Francesco Marangoni per citarne alcuni. Nel 1894, sotto la guida di Luppi il Partito Socialista Italiano era ben organizzato tanto che l'anno dopo fu costituito un circolo culturale socialista con relativa biblioteca; nel 1895 i socialisti entrarono come minoranza in Consiglio Comunale. Nel 1899 Achille Luppi Menotti dopo l'avanzata del socialismo in Italia divenne il primo sindaco socialista della città.

### Il Novecento
In tutta Italia agli inizi del Novecento si formarono Cooperative, leghe di resistenza operaie e contadine. Anche Suzzara si strutturò in questo modo.
Nel 1907 venne organizzato uno sciopero generale di 90 giorni di tutte le leghe, guidato in primis dagli operai dell'officina Fratelli Casali che lottarono invano per ottenere migliori condizioni di lavoro. La lega che riuscì a ottenere maggiori successi fu quella dei “salariati fissi” che siglò un “patto di lavoro comunale”, che fu reputato il migliore di tutta la provincia e divenne l'esempio a cui fecero riferimento altri comuni e Mantova stessa.
La classe operaia suzzarese si consolidò ulteriormente nei primi anni del Novecento, grazie alla presenza delle leghe e della Scuola Arti e Mestieri, alla nascita dell'industria, alla costituzione del Partito Socialista Italiano; nel 1901 gli operai suzzaresi festeggiarono per la prima volta il Primo Maggio.
I primi anni del 1900 furono gli anni del proliferarsi di fenomeni quali emigrazione, analfabetismo e anticlericalismo. Questi vennero percepiti a Suzzara in modo molto particolare: se l'emigrazione era una valvola di sfogo per i suzzaresi, vista la situazione di miseria e iniquità vigente, l'analfabetismo si diffuse meno grazie anche alla presenza della Scuola Arti e Mestieri, che rappresentò il centro per eccellenza dell'istruzione professionale e creò una manodopera esemplare per capacità e spirito combattivo. Inoltre la presenza del Partito Socialista Italiano riuscì a contenere l'analfabetismo, grazie alla sua azione sociale e culturale volta a favorire i lavoratori.
Il paese nel frattempo si andava modificando, con la costruzione dell'ospedale civile (fondato nel 1850 da Pietro Montecchi), dell'edificio scolastico e del nuovo cimitero. Venne potenziata l'opera di bonifica delle terre, fu fondata la prima banca. Sul finire del secolo venne inoltre costruito il Teatro Sociale.
Per quanto concerne la spinta anticlericale, dovuta all'epopea garibaldina, a Suzzara e in particolare a Tabellano fu molto sentita. Si iniziarono quindi a celebrare matrimoni civili.
Dopo il ritorno al potere dei moderati con Carlo Cesare Montecchi nel 1909, Suzzara fu protagonista di proteste e manifestazioni tra il 1912 e 1913 che culminarono nella cosiddetta “Settimana rossa” alla quale partecipò anche Benito Mussolini, allora direttore dell'Avanti! che si recó alla Camera del Lavoro dove incontrò Luppi Menotti, Maria Goia e altri dirigenti socialisti.
Nel periodo successivo allo scoppio della prima guerra mondiale Suzzara tornò in mano alle forze popolari.
Le condizioni della città nel dopoguerra furono piuttosto simili a quelle di altre realtà italiane, salvo per l'orientamento politico che a Suzzara restò spiccatamente socialista. Il Socialismo e il Partito Moderato erano le due forze politiche che si contrapponevano in Consiglio comunale, mentre in Italia iniziò a organizzarsi il Partito Comunista Italiano fondato a Livorno nel 1921. Né il comunismo, né il fascismo presero piede inizialmente, nonostante il terrore seminato dai primi sporadici gruppi fascisti che riuscirono a sorgere. L'episodio più grave avvenne nel 1921 con una sparatoria che coinvolse Dante Poli, dodicenne ucciso per errore durante questo assedio.
Dal punto di vista economico, gli anni trenta segnarono una forte ripresa economica e industriale di Suzzara tanto che all'epoca la città (divenuta tale nel 1923 con decreto reale) era chiamata "la piccola Manchester, principale centro manifatturiero e cuore dell'industria mantovana.
Il periodo fascista si caratterizzò soprattutto per l'organizzazione di propaganda clandestina, tanto che ben 240 suzzaresi parteciparono alla Resistenza italiana.
A fine guerra, nel 1945 a Suzzara venne eletto il primo Consiglio Comunale, che tornò a riunirsi nella sede di Piazza Castello. Durante la seduta venne nominato come primo cittadini dal Comitato di Liberazione Ilbe Truzzi designato per acclamazione, accanto al vicesindaco Tebe Mignoni. Una seduta successiva del Consiglio Comunale, sempre nello stesso anno, avrebbe decretato la vittoria di Tebe Mignoni appartenente al Partito Comunista come Sindaco della città. Gli succedette Cirillo Carra nel 1948. Tra le opere realizzate in questo periodo dall'amministrazione ci furono i crocile Tosini e via Luppi Menotti. Dopo che Cirillo Carra ottenne la trasformazione della propria ditta di costruzione di macchine agricole in società per azioni, fu costretto ad abbandonare il governo del paese, restituendolo a Tebe Mignoni. A Suzzara dal punto di vista amministrativo si sono succedute amministrazioni esclusivamente di sinistra, in particolare tra il 1945 e il 1964 ha vinto il Partito Comunista Italiano, salvo nel 1948 quando vinse il Fronte popolare (PSI e PCI).

### Simboli
Lo stemma civico di Suzzara è stato riconosciuto con RR.LL.PP. del 2 marzo 1924 e rappresenta una fenice sopra un rogo, sormontata da un sole raggiante nascente dal lembo superiore dello scudo, il tutto d'oro. Al di sopra si trova la corona muraria derivante dal riconoscimento del titolo di Città avvenuto nel 1923. 
Il motto è Post fata resurgo in latino che significa "dopo la morte mi rialzo".
Il gonfalone, concesso con regio decreto del 21 aprile 1927, è un drappo di azzurro.

### Onorificenze

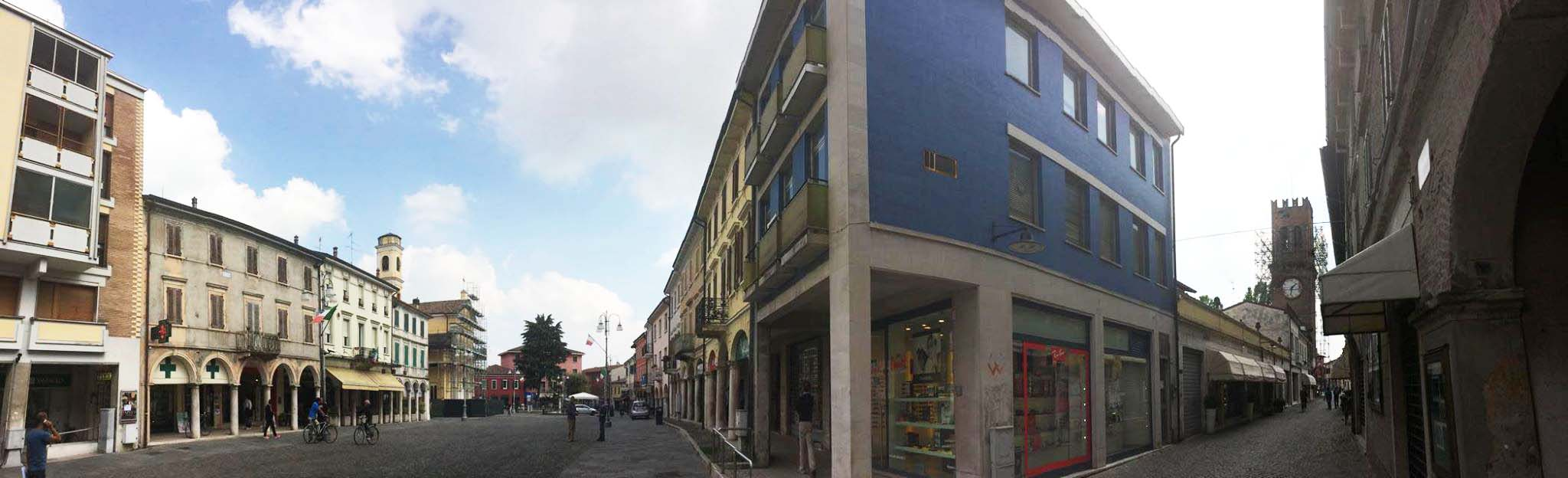
Piazza Garibaldi e piazza Castello di Suzzara

## Monumenti e luoghi d'interesse

### Architetture religiose

#### Chiesa dell'Immacolata Concezione
La chiesa parrocchiale che si erge attualmente in piazza Garibaldi, è stata costruita su progetto di Giovanni Arrivabene. Lo stile è quello neoclassico, con pianta a croce latina e dal 1854 è dedicata all'Immacolata Concezione; il patrono è San Biagio. Anticamente la chiesa di Suzzara si trovava nel castello ed era dedicata sia a San Biagio e che a San Cassiano. Le vicende storico-urbanistiche portarono il paese all'espansione fuori dalle mura del castello. La vecchia chiesetta fu demolita e si costruì attorno al 1550 una chiesa localizzata dove è attualmente, dedicata al solo San Biagio.
Nel 1853-1854 l'edificio sacro fu letteralmente "capovolto" come orientamento e ricostruito. Di stile neoclassico di maniera rimasero alcuni quadri, recentemente restaurati. Tra questi un San Longino attribuito a un non individuato Antoon van Dyck.
Attorno agli anni sessanta fu restaurato e abbellito con affreschi del prof. Alessandro dal Prato.
In conseguenza del sisma del maggio 2012, la chiesa è stata chiusa per restauri e la cupola del campanile è stata rimossa nel giugno del 2012. I lavori di restauro sono iniziati nel febbraio 2014, per recuperare la facciata e gli interni inagibili.

#### Chiesa della Sacra Famiglia

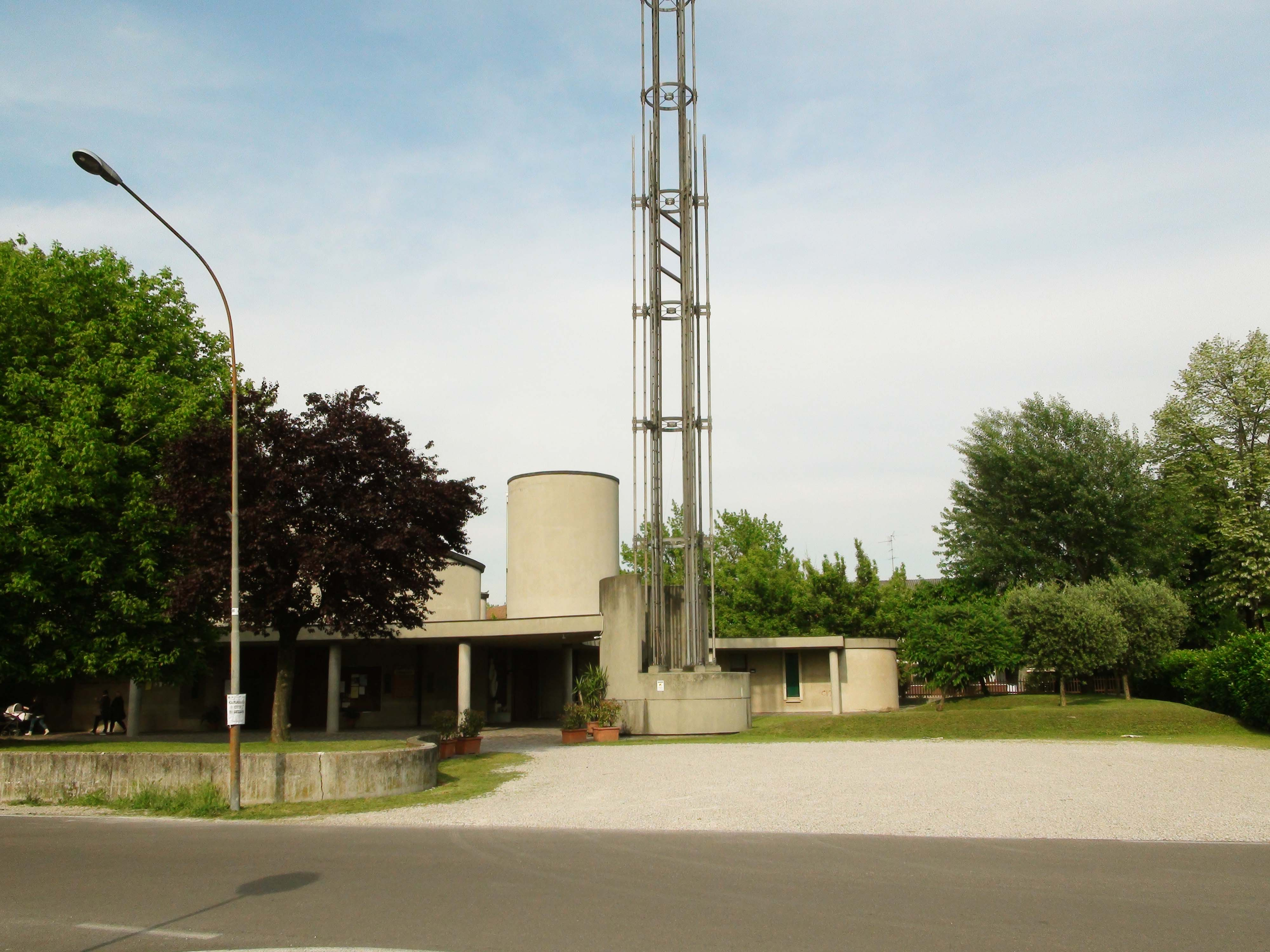
Chiesa della Sacra Famiglia, Suzzara

La parrocchia della Sacra Famiglia fu eretta con decreto vescovile del 24 luglio 1965, festa di Sant'Anna. L'edificio sacro ebbe pure il riconoscimento civile con decreto del Presidente della Repubblica il 30 maggio 1966. Il 14 settembre 1968 monsignor Carlo Ferrari benedisse il primo nucleo delle nuove opere parrocchiali comprendente un salone-cappella, la casa canonica e l'oratorio. Il 9 dicembre 1990, infine, la nuova chiesa fu solennemente consacrata da monsignor Egidio Caporello..

#### Chiesa parrocchiale di San Colombano
La Chiesa si trova nella frazione di Riva di Suzzara, è dedicata al santo missionario irlandese e sorge sui resti di un antico edificio fondato dai monaci colombaniani di Bobbio. Sulla scorta delle memorie tramandataci da don Giuseppe Baldini, parroco dal 1899 al 1932, si sa che prima del Mille sorgeva nel territorio in fregio al Po una cappella dedicata a San Colombano.
Nella storia di Riva appare spesso il Po come protagonista anche delle vicende che riguardano la chiesa. La vecchia parrocchiale, con la costruzione di un nuovo argine maestro, l'attuale, fu spesso allargata, e poi demolita nel 1815 per non lasciarla ingoiare dalle acque. Il 24 aprile 1823 si pose la prima pietra della chiesa attuale che venne costruita secondo il progetto dell'architetto Luigi Voghera di Cremona.
Il progetto iniziale fu rimaneggiato e l'edificio ebbe una vita travagliata fatta i crepacci e puntelli.
In conseguenza del sisma del maggio 2012, la chiesa è momentaneamente chiusa per restauri.

### Architetture civili

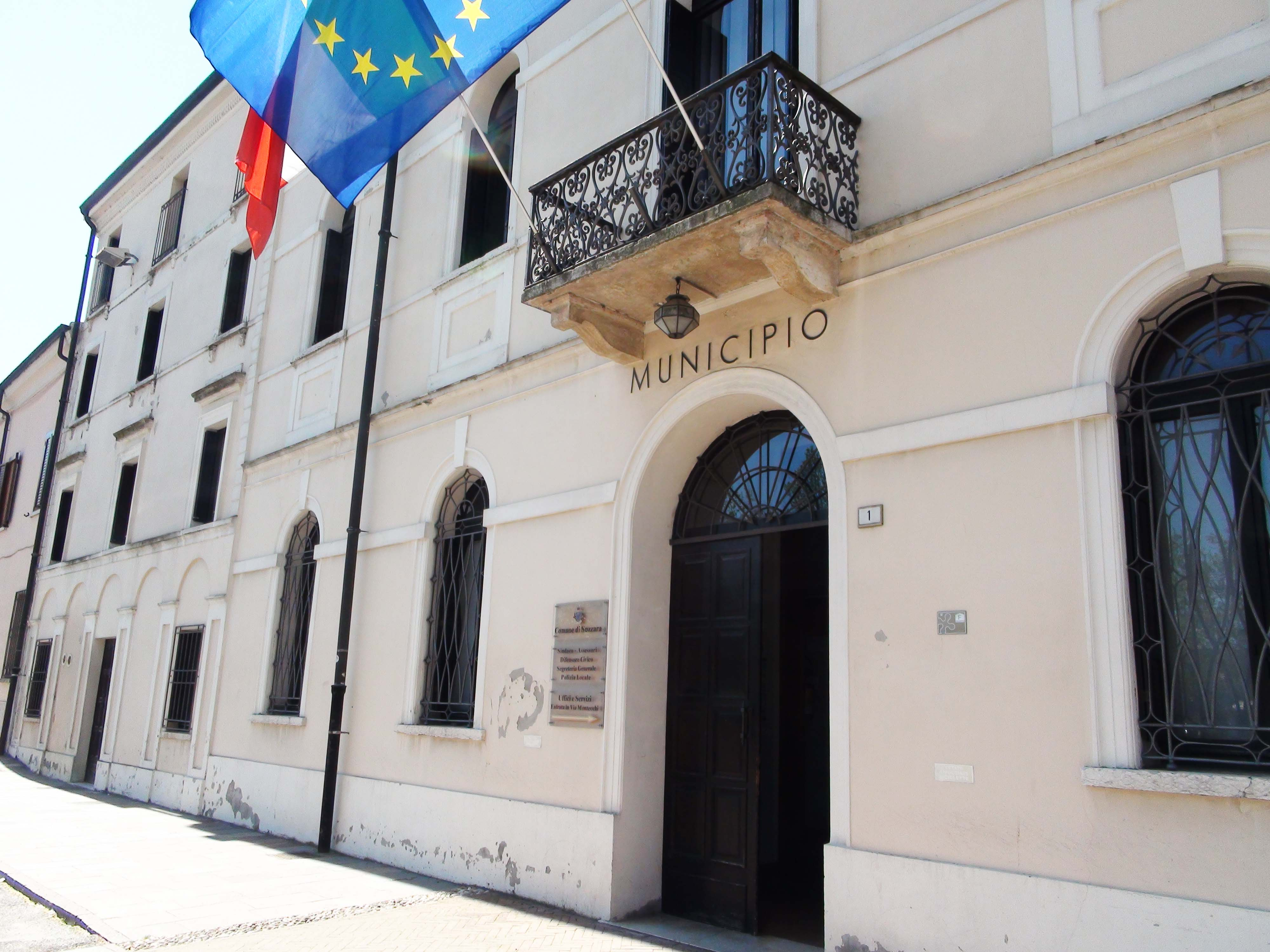
Municipio di Suzzara

#### Torre civica
La torre civica di Suzzara, unico elemento rimasto dell'antico castello, fu eretta quando venne costruita la cinta muraria a opera di Domenico da Bologna. La torre era collocata all'esterno della cinta muraria medievale, a fianco della porta d'ingresso e venne costruita sotto il potere di Ludovico I Gonzaga. Inizialmente alta 24 metri e quindi portata agli attuali 32 metri nei primi decenni del 1400, è il monumento principale della città. All'interno del castello, oltre alle abitazioni dei contadini, vi erano una chiesa (dedicata a san Ippolito e san Cassiano) proprio a fianco della torre, un'osteria, mantenuta fino al XVIII secolo a fianco di una torretta di guardia, un fabbro e un fornaio con il relativo mulino.
Il castello risale probabilmente all'epoca del dominio reggiano, costruito quindi come roccaforte contro i mantovani. Le mura e le torri merlate erano circondate da un fossato in cui confluivano le acque derivate dal vicino corso di Po Vecchio. La cinta muraria che venne attestata dalle carte topografiche dell'epoca, era formata da quattro angoli caratterizzati da bassi torrioni sporgenti, mentre sul lato verso l'odierna piazza s'innalzava la torre che fungeva da mastio.
Con l'arrivo degli Asburgo, attorno al 1600, il castello perse la propria funzione sociale, militare e di coordinamento territoriale. Dal momento che gli imperatori austro-ungarici lo consideravano un punto pericoloso e costoso, lo distrussero lasciando solo la torre. Con il mutare della società, la torre cambiò la propria funzione difensiva; già nel 1712 la torre era dotata di un orologio. Nel 1665, la torre rappresentava per i contadini un vero e proprio strumento di lavoro. A causa del terremoto del 29 maggio 2012 la torre è stata chiusa alle visite guidate e dichiarata inagibile.

#### Ospedale civile Montecchi

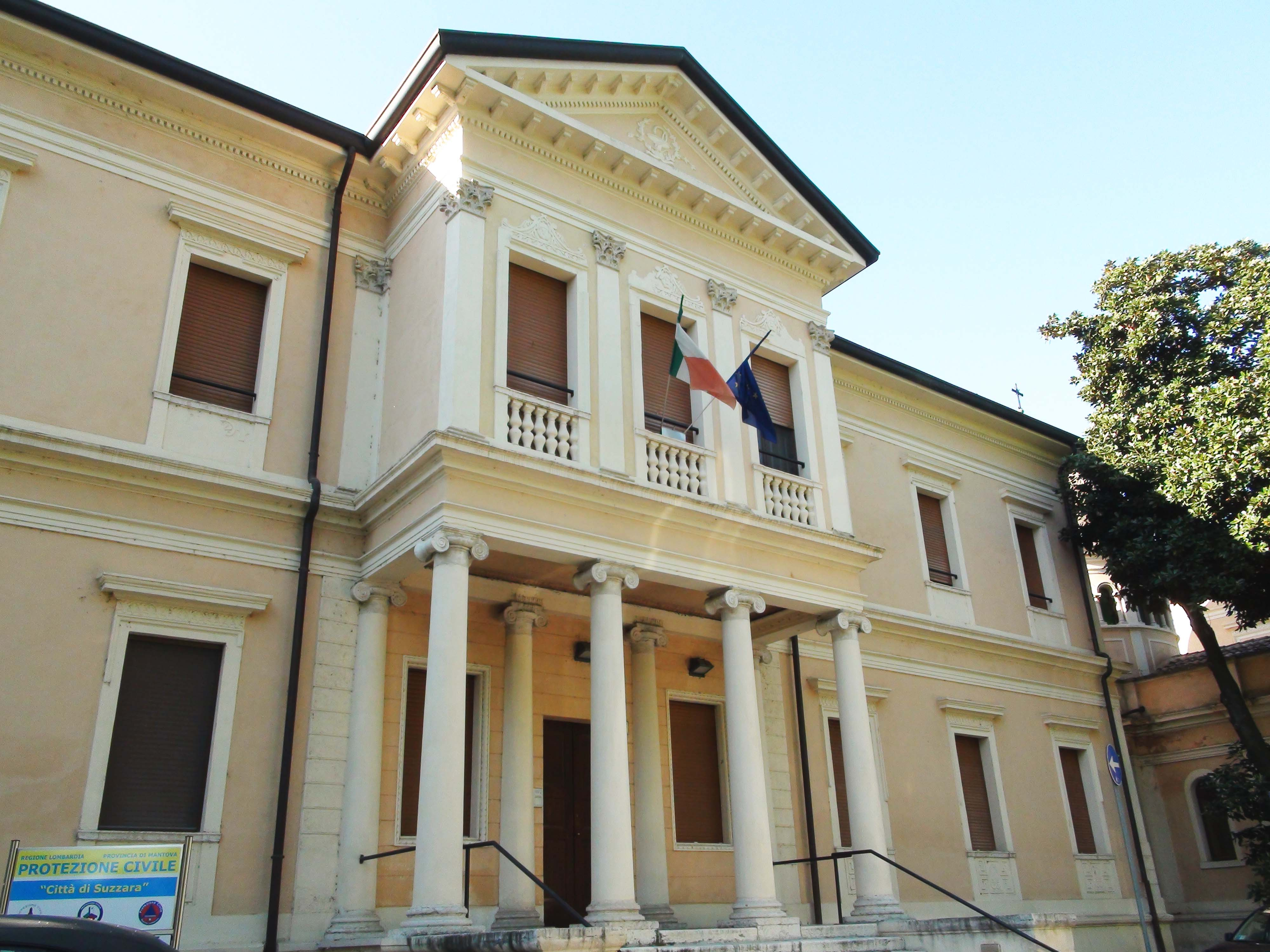
Ex Ospedale civile Montecchi di Suzzara

L'ospedale venne fondato a Suzzara da Pietro Montecchi, che offrì gran parte della sua eredità per questa costruzione che terminò nel 1854 con 10 letti e che nel 1855 arrivò a 24 posti letto. Nel 1887 vennero iniziate le opere di ampliamento con un'ala nuova, con progettazione dell'ingegner Francesco Piazzalunga. Nei primi anni del 1900 l'ospedale ampliò i suoi reparti, acquisendo quello di chirurgia. Attualmente ospita alcuni uffici sanitari del territorio, dopo l'apertura dell'ospedale Montecchi di Suzzara del 1997, la cui costruzione ha impegnato il Comune per circa vent'anni.
L'ospedale dispone di n. 115 posti letto effettivi per degenza, di cui n. 105 in regime di ricovero ordinario, n. 5 in regime di day-hospital e 5 in regime di day-surgery, con un bacino d'utenza, considerando solo il comprensorio dei comuni di Suzzara, Pegognaga, Motteggiana, Gonzaga e San Benedetto Po, pari a circa 49.000 cittadini.

#### Casa del Fascio

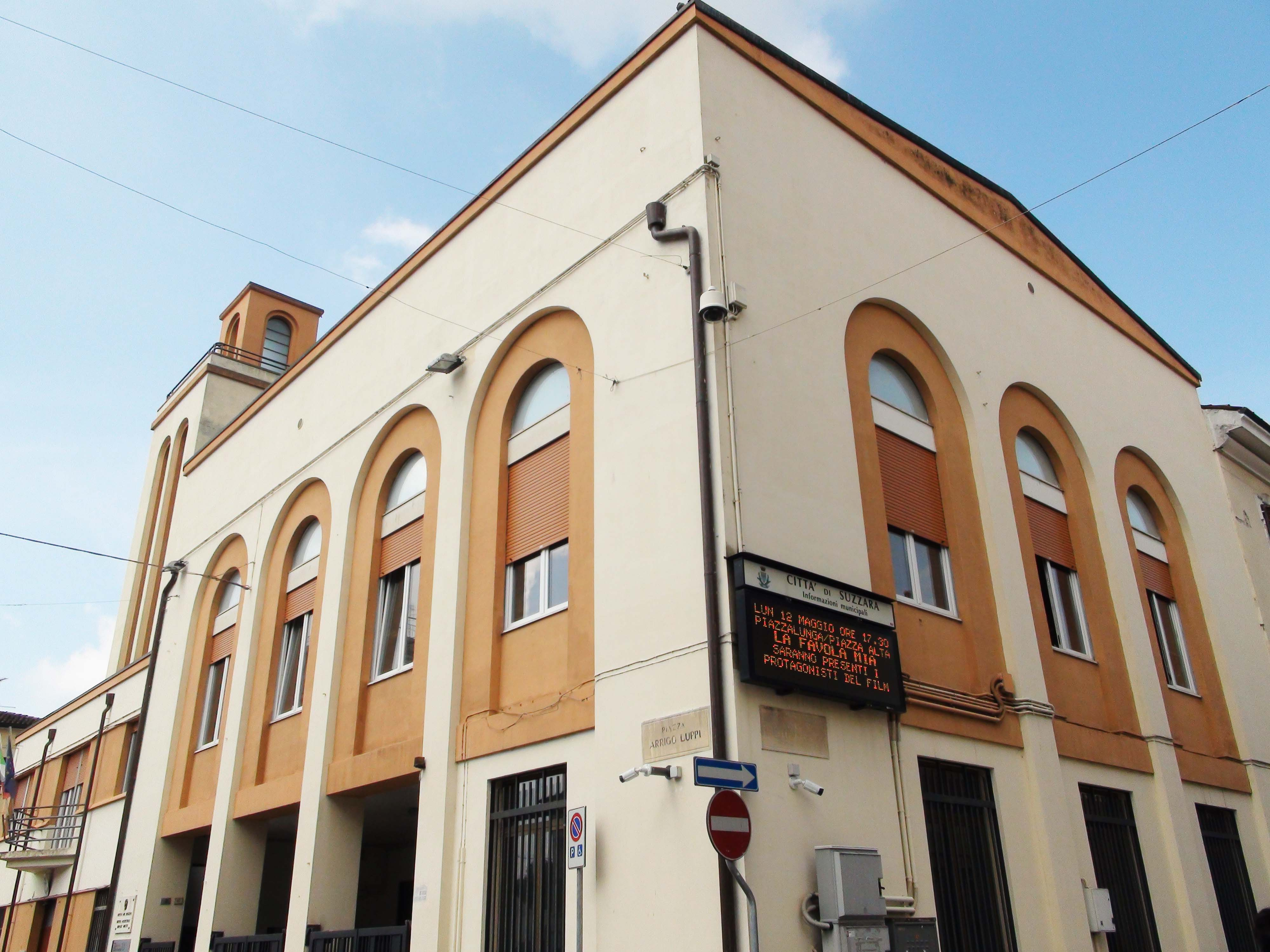
Casa del fascio, Suzzara

La casa del fascio venne inaugurata il 22 luglio 1936. Essa è un edificio posto nell'attuale Piazza Luppi. Nel 1936 però la piazza cambiò nome in Piazza V Maggio XIV. Attualmente la casa del fascio è la sede del comando tenenza della Guardia di Finanza di Suzzara e dell'Agenzia delle entrate..

#### Teatro Guido
Nel 1894 si costituì un comitato di quaranta cittadini per la realizzazione di un teatro. Il progetto venne affidato a Francesco Piazzalunga e la costruzione terminò nel 1895, in occasione della sagra di settembre del paese, quando avvenne l'inaugurazione con la messa in scena del Faust. Nel 1905 fu la volta della Traviata, de Il Barbiere di Siviglia e del Don Pasquale. Nel 1938 dopo alcune opere di restauro prese il nome di Teatro Guido e iniziò una stagione molto proficua con una serie di spettacoli molto importanti tra cui la Carmen e la Bohème. Oltretutto il progetto preliminare si avvalse della collaborazione di specialisti e scenografi che avevano anche partecipato al restauro del Gran Teatro La Fenice di Venezia e al Teatro alla Scala di Milano.Accanto all'attività teatrale si affiancò anche quella cinematografica a partire dal 1956, quando il teatro subì un ulteriore restauro. L'attività del teatro cessò completamente nel 1982, lasciandolo chiuso e privo di interventi di manutenzione e conservazione.

#### Cinema Politeama
ll Cinema Teatro Politeama nacque nel 1911 in via Mazzini. Inizialmente funzionante come teatro, il Politeama ebbe grande fortuna per alcuni decenni, fino all'immediato dopoguerra, mentre subì un forte declino negli anni Sessanta-Settanta. In quegli anni il teatro venne trasformato in cinema, con una severa riduzione del palcoscenico. Inoltre attorno agli anni Novanta anche la sala venne ridotta a soli tre ambienti, pur preservando la sua funzione di proiezione, ma con un numero ridotto di posti. Per evitarne la demolizione, nel 1998 nacque l'Associazione Onlus "Amici del cinema - Dino Villani", che lo prese in gestione. Nel luglio 2012 il cinema è stato dotato di un proiettore digitale, con il quale il film non viene più proiettato sullo schermo attraverso la tradizionale pellicola ma immagazzinato su un server e inviato direttamente al dispositivo di proiezione digitale. Tutto questo e altri interventi sono stati resi possibili grazie al generoso contributo concesso da Fondazione Cariplo, che con la propria attività a sostegno delle realtà culturali locali ha puntato sul rilancio delle sale cinematografiche.

#### Teatro Comunale
Il teatro comunale venne costruito nel 1880 e sorse in Piazza Castello. Venne poi demolito nel 1914.

#### Corte Grandi-Donesmondi-Cazzaniga
Corte Grandi-Donesmondi-Cazzaniga si trova a San Prospero. Le prime notizie certe su questa corte si hanno attorno al 1528, quando la villa era chiamata “Corte di San Prospero” ed era di proprietà della famiglia Bonati. Nel 1630 a causa della crisi economica, i Bonati vendettero la villa al senatore Federico Grandi, nobile mantovano.
Il nipote di questo nel 1744 nominò unico erede dei suoi beni Luigi Donesmondi. La corte passò poi in eredità a Cecilia, l'ultima dei Donesmondi, che nel 1871 sposò il nobile cremonese Francesco Cazzaniga. Nel 1976 la corte ha ospitato le riprese del film "Novecento" di Bernardo Bertolucci.

#### Monumento ai caduti

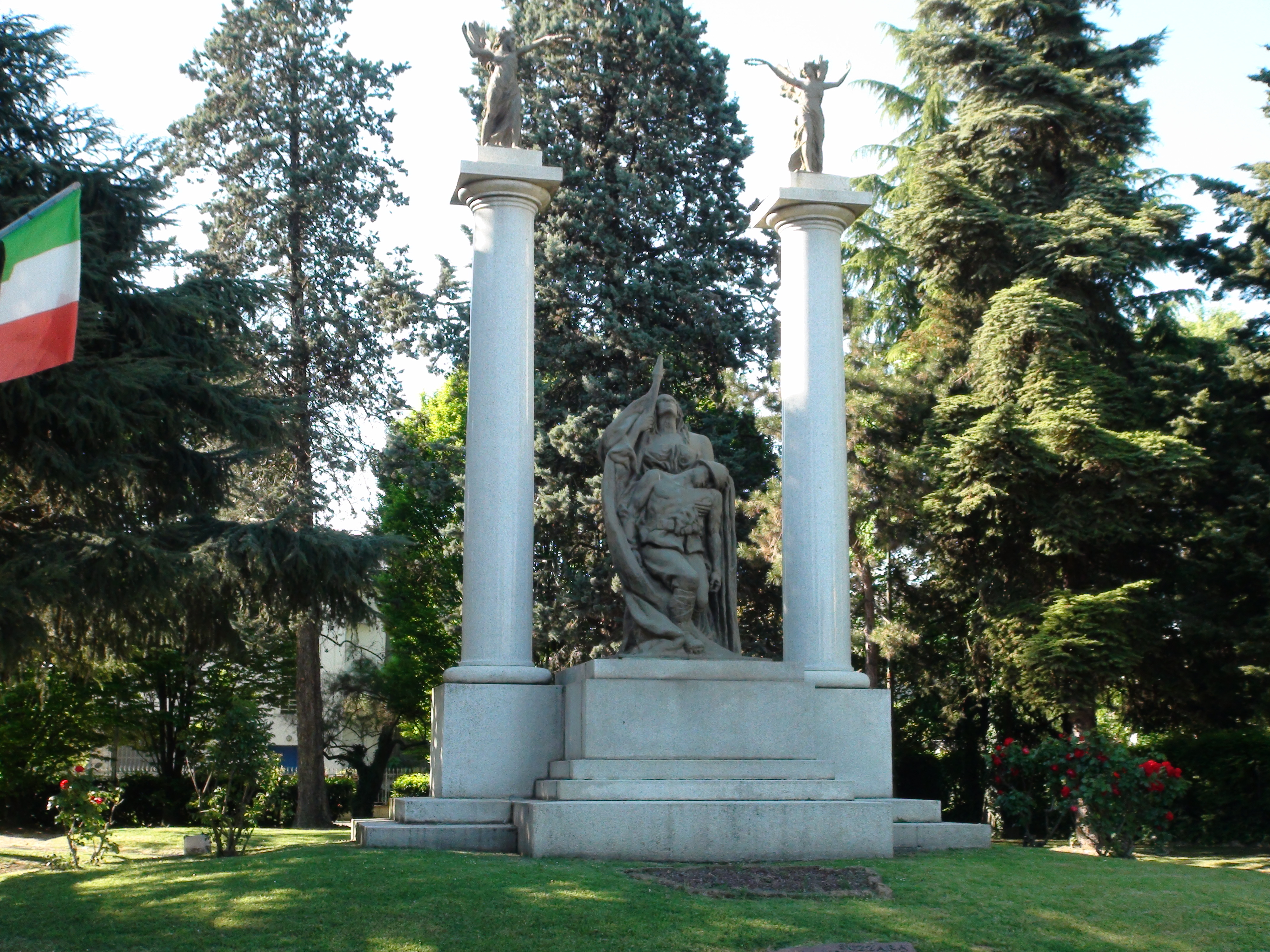
Monumento ai caduti di Suzzara

Il parco Monumento ai caduti si trova all'incrocio di Viale Zonta e Via Gina Galeotti Bianchi. Venne sistemato nel 1924 assieme alla strada laterale. La posa della prima pietra avvenne il 4 maggio dello stesso anno, per celebrare l'avvenuta proclamazione a città dell'anno precedente. Nel 1928 il monumento venne inaugurato con l'intervento di Augusto Turati. L'anno successivo venne tracciata una via sulla sinistra del monumento, via Gina Galeotti Bianchi e venne formato un piazzale che, opportunamente alberato darà origine agli attuali giardini.

#### Istituto orfane di guerra e scuola professionale femminile

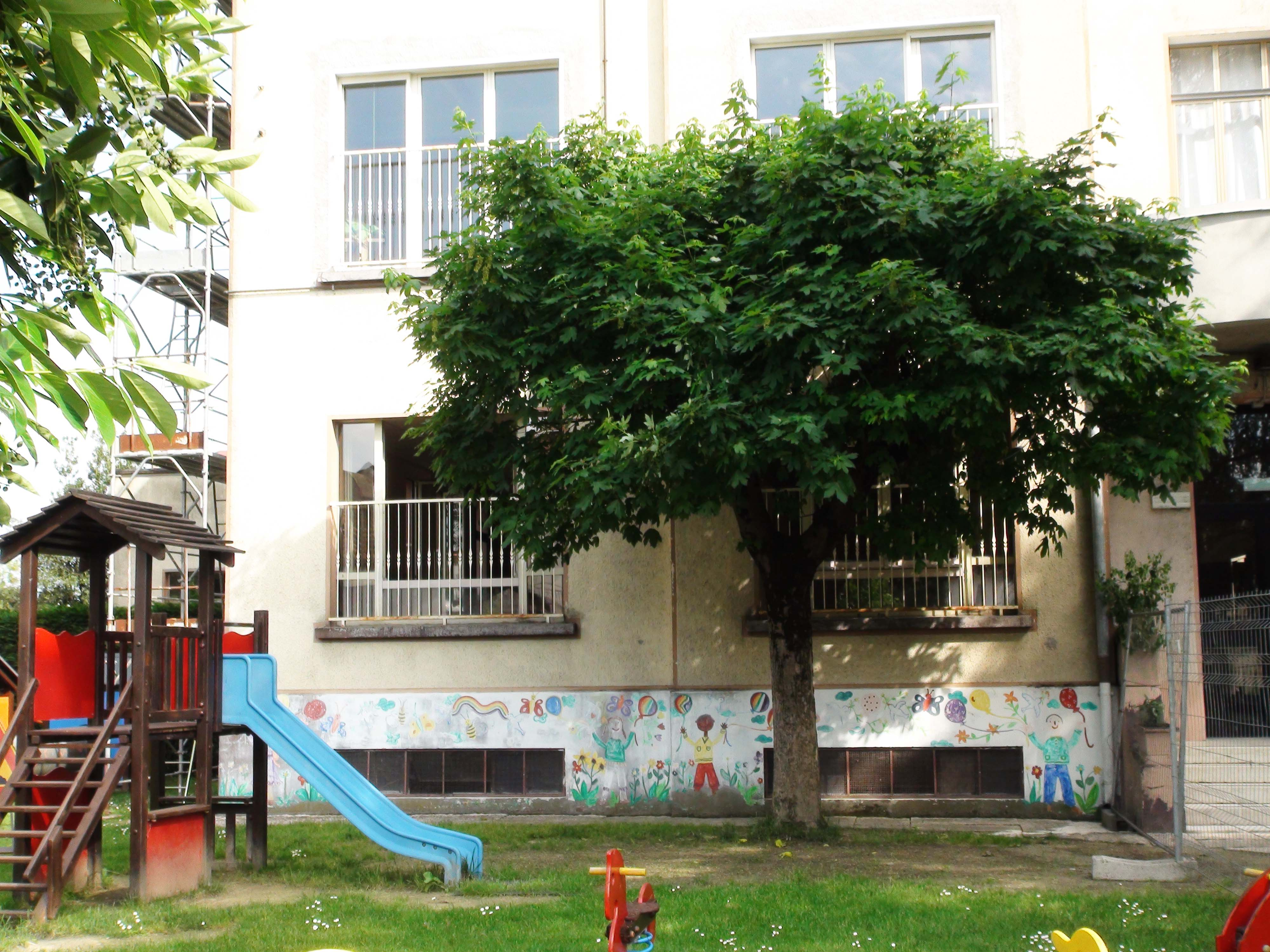
Asilo "Rosa Agazzi" di Suzzara

Terminata la prima guerra mondiale nacque l'istituto orfane di guerra, grazie all'eredità di Carlo Cesare Montecchi, che lasciò la propria casa situata in via Guido alle figlie Norina e Vittorina. Nel 1933 su progetto del geometra Ermete Rebegoldi venne sistemato lo stabile ex I.L.P.A (Industria Lavorazione Prodotti Agricoli), che sarà poi annesso al Collegio Convitto femminile. Nel 1954 l'edificio venne acquistato da don Luigi Cavagnari, fu adibito a Scuola dell'infanzia e affidato all'Istituto "Piccole figlie dei sacri cuori di Gesù e Maria" di Parma. Nel 1971 le suore rinunciarono al loro incarico e il nuovo parroco di Suzzara, don Lino Boselli, affidò la direzione della scuola alle "Operaie parrocchiali di Maddalena Aulina" che condussero la scuola fino all'agosto del 2007. Oggi ospita la Scuola dell'infanzia "Rosa Agazzi".

#### Casa di riposo Boni
La casa di riposo sorge in via Cadorna e venne costruita nel 1971.Di recente, nel 2009 è partito il progetto di ampliamento della sede e la creazione di un Centro Diurno Integrato per Anziani.

#### Stadio Comunale
Nel 1929 venne deciso l'acquisto di un appezzamento di terreno di proprietà del Ricovero “Boni” sul quale era già stato costruito un campo per manifestazioni sportive su iniziativa di alcuni cittadini. Il campo, grande 12784 m² era fornito di recinzione e tribune in legno, spogliatoi e biglietterie. Nel 1941 all'Associazione Calcio “G. Corradini” venne concesso di costruire una tribuna su progetto dell'ingegnere Orazio Zapolski. Attualmente lo stadio ospita la squadra di calcio dell'Associazione Sportiva Suzzara Calcio ed è intitolato a Italo Allodi.

#### Palasport Marmiroli

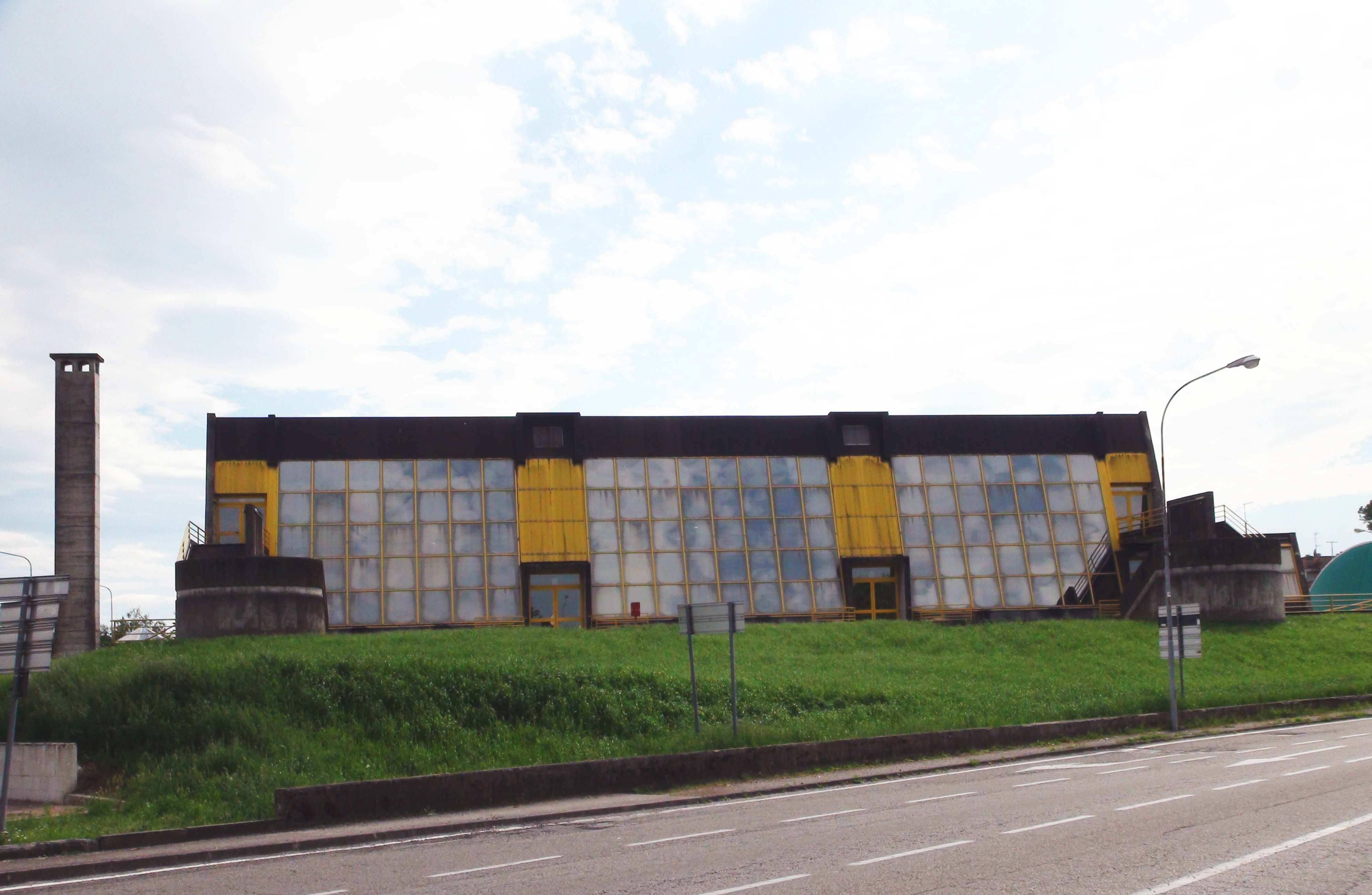
Palazzetto dello sport "Marmiroli" Suzzara

Il Palazzetto dello Sport sorge in via Lenin nell'area sportiva polifunzionale, accanto allo stadio comunale e al circolo tennistico, e ha una capienza di 620 posti a sedere per il pubblico. L'inaugurazione ufficiale è avvenuta il 1º giugno 1991. La struttura sorge in un'area di 10000 m² ed è dotata di tre palestre nelle quali si praticano discipline sportive quali pallavolo, pallacanestro, pallamano, pattinaggio, calcio a 5, tiro con l'arco e arti marziali. Il Palazzetto dello Sport è intitolato alla memoria del prof. Antenore Marmiroli, preparatore di numerosi atleti vincitori di gare nazionali a livello scolastico e ospita al suo interno non solo manifestazioni sportive, ma è anche sede prestigiosa di spettacoli e manifestazioni culturali.

#### Sala civica
Il progetto iniziale predisposto dall'architetto Ermete Rebegoldi nel 1945 era quello di costruire in Via Montecchi un edificio che potesse accogliere gli uffici ECA, un ristorante popolare, docce e bagni pubblici. In realtà il progetto fu sostituito dalla realizzazione di un salone centrale che ospita riunioni del Consiglio comunale, di assemblee di partito ed eventi di altre organizzazioni. Per alcuni anni, dal 1954 al 1955 fu anche sede della Biblioteca all'inizio della sua attività.

#### Villa Grassetti
La Villa, detta anche del Seminario, è un edificio nobiliare che si trova a Suzzara, nella frazione di Sailetto, in strada Zara Zanetta. La costruzione risale alla seconda metà del Cinquecento e ha caratteri architettonici rinascimentali. I committenti furono i Grassetti, commercianti di sale di origine padovana, mentre in seguito la proprietà passò a una successione di famiglie aristocratiche Mantovane. Durante il periodo di appartenenza della famiglia, furono applicate paraste decorative alle pareti. Nella prima metà dell'Ottocento la villa fu adibita a villeggiatura estiva dei chierici del Seminario vescovile di Mantova. A fine Ottocento attorno al corpo di fabbrica principale vennero edificati una chiesa in stile neogotico, un refettorio, un teatrino e due ali simmetriche a tre piani collegate al prospetto Sud, destinate a dormitorio per i chierici. Negli anni settanta del Novecento la villa, già in stato di abbandono, viene acquistata dal comune di Suzzara che tuttora ne è il proprietario.

#### Villa Capilupi
Lungo via Villa Inferiore, si trova Villa Capilupi, la cui ossatura centrale risale al 1500. La cancellata è retta da quattro pilastri con terminali a guglia e la struttura architettonica evidenzia la grazia settecentesca. Venne edificata per conto del nobile Alfonso Capilupi (1527-1593) nel 1567. Solo più tardi, passata nelle mani del figlio Carlo, la villa subì una trasformazione che le conferì l'attuale carattere settecentesco. I lavori anteriori al 1733 furono ordinati dal marchese Carlo. Sono tuttora visibili gli stemmi delle famiglie Strozzi, Cavriani e Andreasi, con cui i Capilupi erano imparentati.

### Aree naturali
- Bosco di Suzzara

## Società

### Evoluzione demografica
Abitanti censiti

Suzzara, secondo i dati ISTAT aggiornati al 2012, è il terzo comune più popoloso della provincia di Mantova, con 20 768 abitanti. Ha 8 706 famiglie e un'età media di 43 anni, con un tasso di natalità del 9,7%. È inoltre il comune con la più alta percentuale di coniugati (52%) nella provincia di Mantova

### Etnie e minoranze straniere
Secondo i dati ISTAT aggiornati al 1º gennaio 2024 la popolazione straniera residente è di 3.481 persone, pari al 16,5% della popolazione comunale. Le nazionalità maggiormente rappresentate sono:
- India 958
- Bangladesh 446
- Pakistan 451
- Marocco 305

- Romania 257
- Albania 226
- Moldavia 137
- Ghana 127
- Cina 119
- Ucraina 90

### Lingua e dialetti
Oltre alla lingua italiana, a Suzzara non sono riconosciute ufficialmente altre lingue. Il dialetto locale è il dialetto suzzarese, appartenente all'area dialettale della bassa mantovana, una leggera variante del mantovano parlato nei comuni più a sud della provincia. Il suzzarese appartiene alla famiglia dei linguaggi gallo-romani parlati in quella parte dell'Italia che ai tempi dell'Impero romano I-V secolo d.C. era la Gallia cisalpina.

### Tradizioni e folclore
Filos
Il termine filos deriva dall'usanza della veglia nelle stalle di campagna, dove si riunivano nelle sere invernali uomini, donne e fanciulli per passare il tempo e ripararsi dal freddo. Tale veglia conservava un certo contegno sociale secondo anche un principio di gerarchie, con destinazione di posti a seconda dell'età o del grado tenuto da ciascuna famiglia. In origine convegno di filatrici, fu per secoli il centro animatore e propulsore della vita curtense e ritrovo abituale delle famiglie contadine e della povera gente.
La vecia
Un tempo a metà quaresima i fornai di Suzzara attaccavano alla torre del castello un fantoccio di stracci rappresentante una vecchia con canocchia e fuso. A mezzogiorno suonavano le campane a morto facendo dondolare qua e là la vecchia, che veniva poi fatta sedere su un asino e accompagnata dal clamore del popolo tra le case del paese e della campagna, chiedendo denaro e cibo fino a sera. A tal punto si gettava la vecchia su un monte di paglia fuori dal paese e le si dava fuoco con grandi schiamazzi e urla.La tradizione del rogo della vecchia ha origine remote e va a ricollegarsi alla tribale riverenza che intere civiltà contadine avevano nei confronti della "Madre Terra" e, in particolare, vuole celebrare la vittoria della buona stagione sull'inverno sterile e freddo. Dunque l'essenza della cerimonia è intesa a esaltare e procurare fertilità ai campi
Candelora e San Biagio
Le feste del ciclo pasquale iniziano con Carnevale. Il santo più venerato del mese è San Biagio, patrono di Suzzara, festeggiato il 3 febbraio. La Candelora è il giorno che precede il patrono ed è caratterizzata dal fatto che la mattina del 2 febbraio si va in chiesa a ricevere una candela benedetta che si appende al muro accanto al letto e serve a scongiurare la grandine nei raccolti.
La mattina di San Biagio si torna in chiesa di buon'ora per la benedizione della gola.

## Cultura

### Istruzione

#### Istituti superiori
- Fondazione scuola Arti e Mestieri “F. Bertazzoni”, via F. Bertazzoni, comprende istruzione professionale.

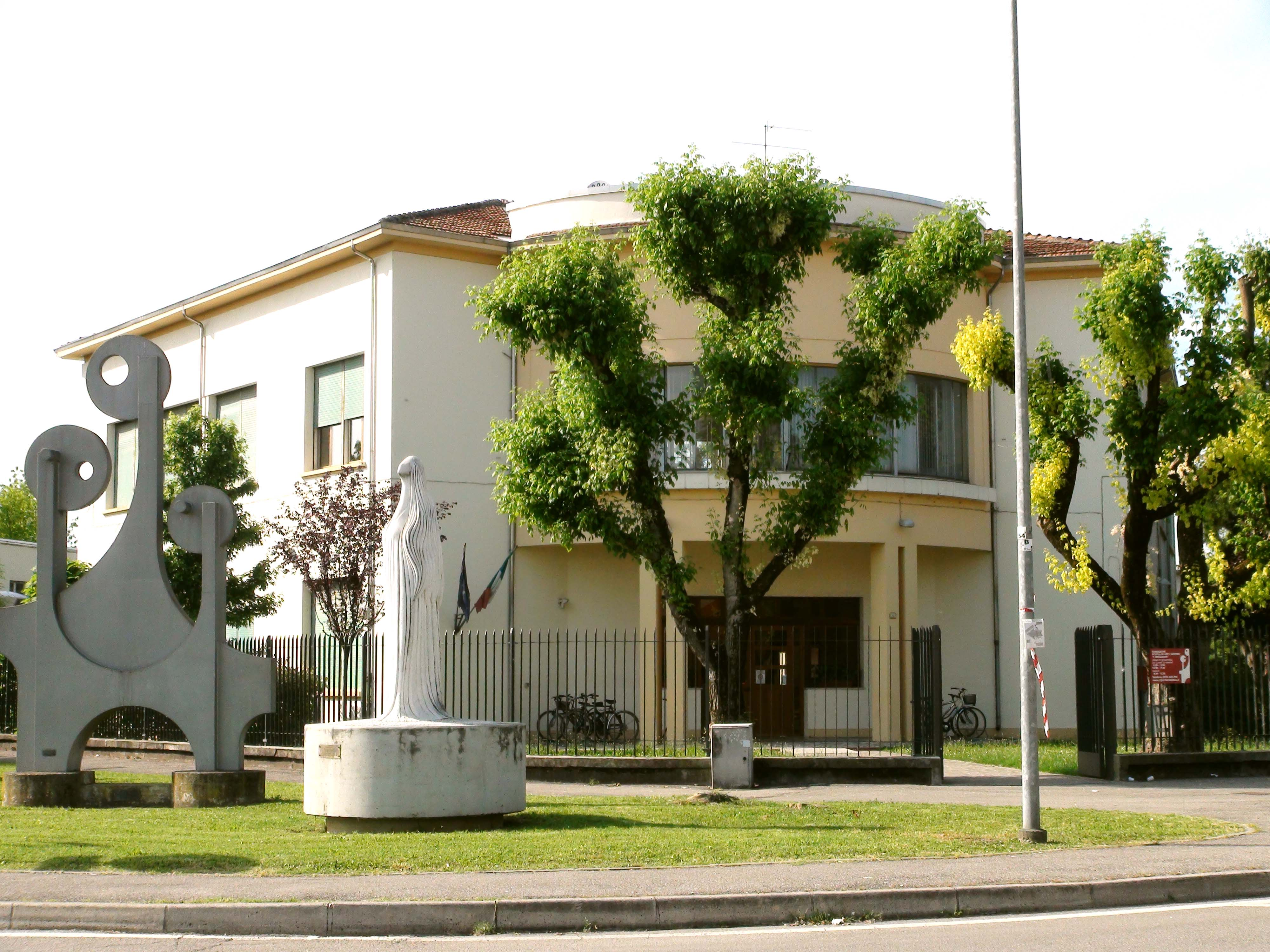
Arti e mestieri, via Bertazzoni Suzzara

- Istituto superiore Manzoni, via Mantova, comprende ITES istruzione tecnica e istruzione liceale.

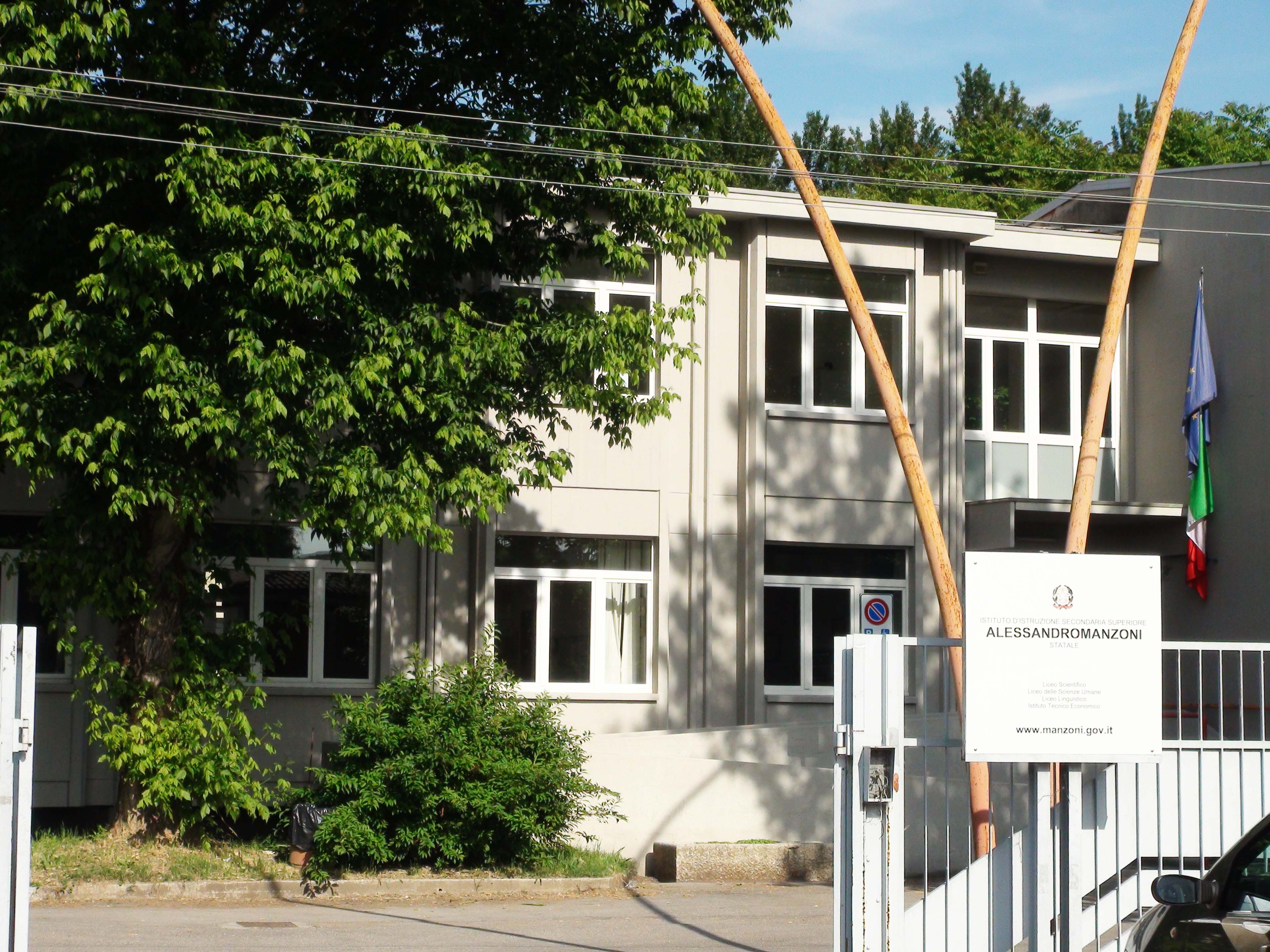
Istituto superiore Manzoni, Suzzara

#### Biblioteche
- Piazzalunga Cultura Suzzara

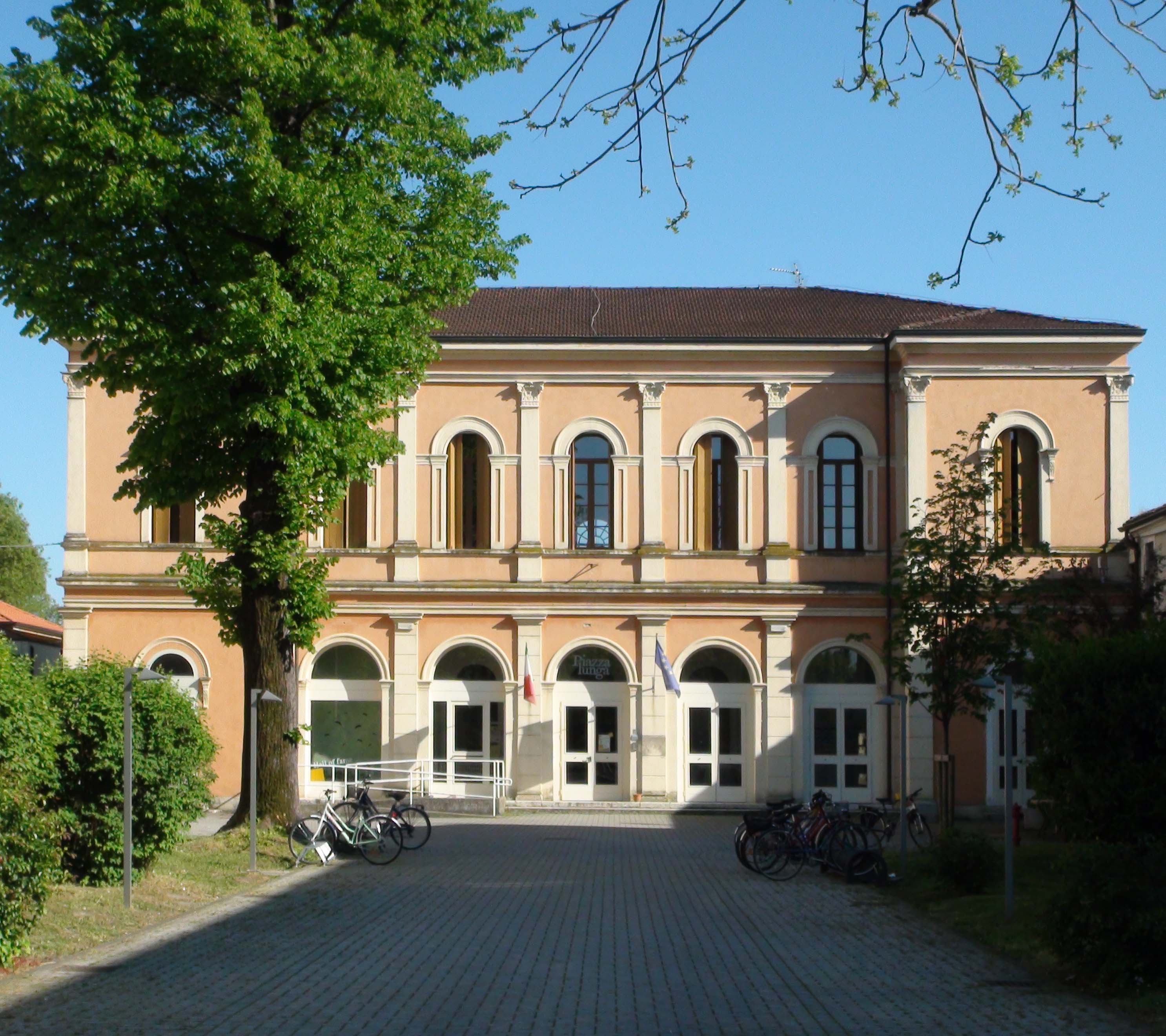
Centro culturale Piazzalunga Suzzara

La Biblioteca Comunale, fondata nel 1967, è l'Istituto Culturale di riferimento per la città. Biblioteca di pubblica lettura e centro culturale, da sempre mantiene un contatto stretto con la comunità suzzarese, offrendo i propri servizi, oltre che al pubblico di studenti, a tutti i cittadini che possono trovare strumenti di informazione e documentazione sempre aggiornati.
Nel 2013 la biblioteca è diventata centro culturale Piazzalunga, grazie al lascito di Mario Spinella e ha ampliato il raggio dei propri servizi e delle iniziative organizzate.

#### Musei
- Museo Galleria del Premio Suzzara

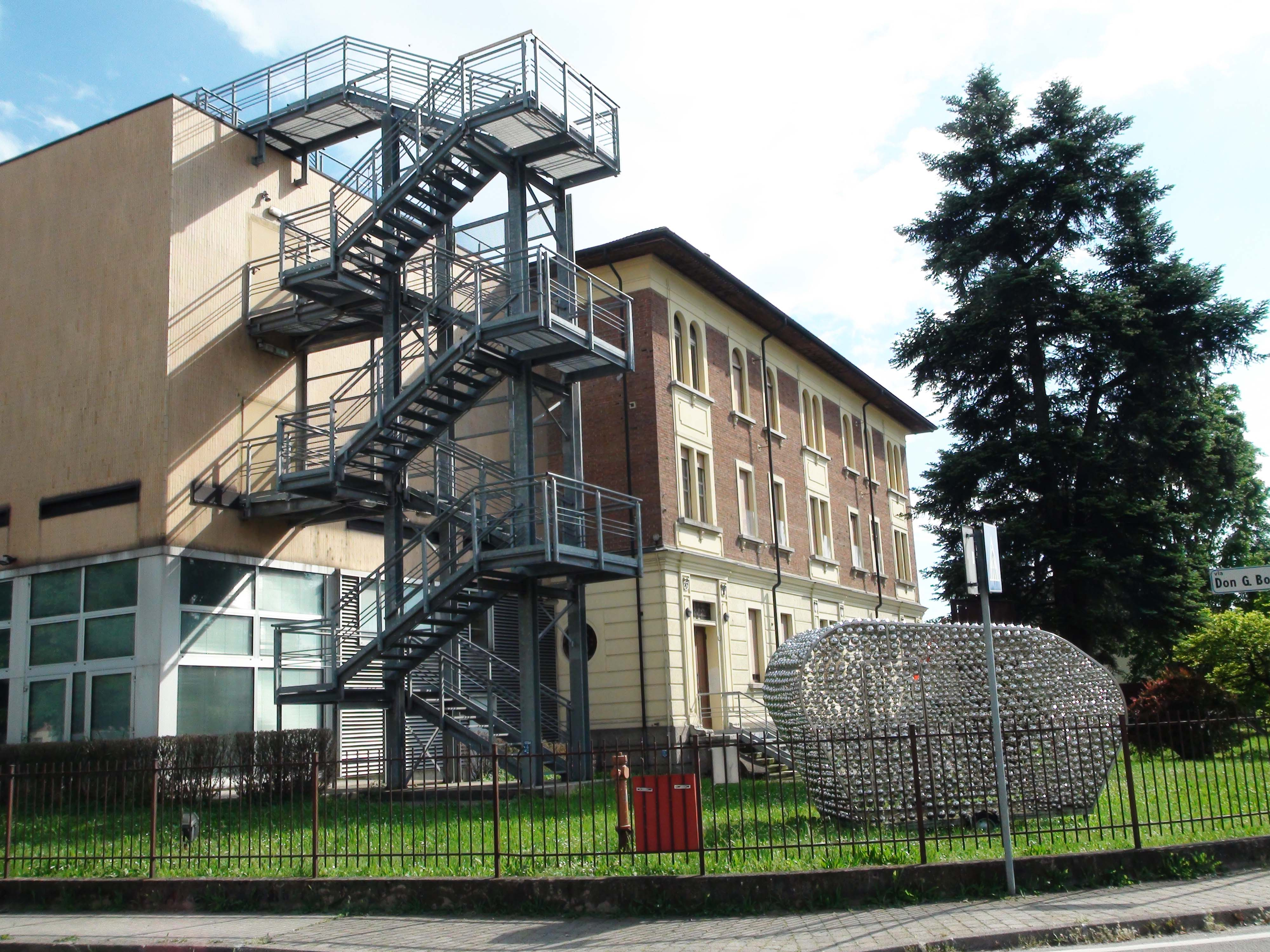
Galleria del Premio - Suzzara

La galleria del Premio Suzzara nasce nel 1975 in Via Don Bosco e ospita opere d'Arte contemporanea. Nel 2002 nasce il Museo Galleria del Premio Suzzara che offre al pubblico un patrimonio di oltre ottocento opere acquisite nel corso di una storia iniziata nell'immediato Dopoguerra.

## Geografia antropica

### Frazioni

#### Brusatasso
"Da Brüšatas sta lontan mila pas”.
(Blasone).

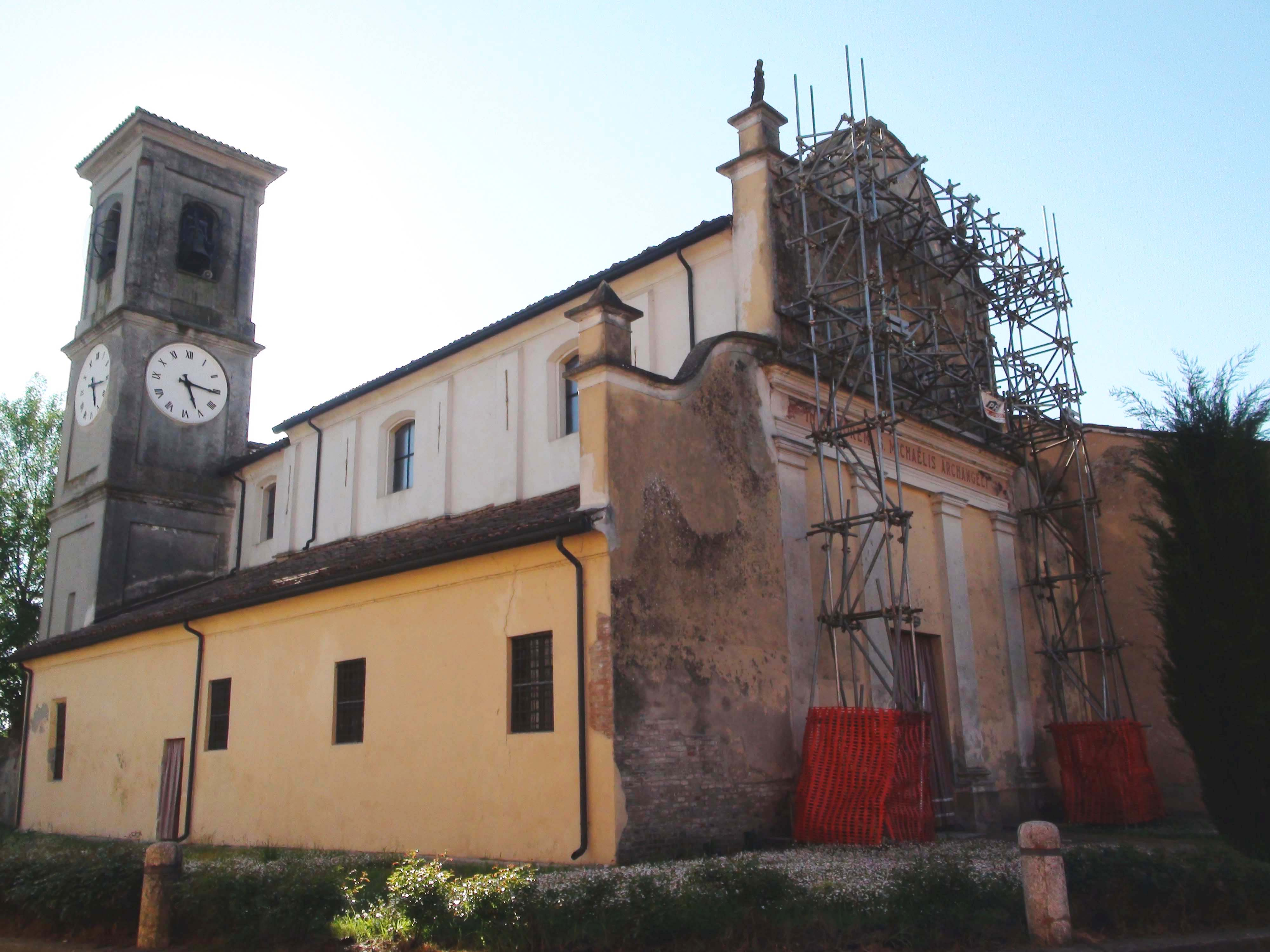
Chiesa di Brusatasso di Suzzara

Brusatasso, dial. Brüšatas, agg. etnico popolare: Brušatin.
Probabilmente prima era Brusalovo o Brusalupo* (Cod. Crem. I8 1172 e 1228). Diventa Bruxatassum nel secolo XIV (D'Arco, Stat. Mant. VIII, 16). Dal latino medievale *brusare “ardere” (REW 9097) in composizione prima con la voce settentrionale lovo “lupo”; infine scomparsi i lupi nella zona - col latino tardo taxo,-onis “tasso”.
La frazione di Brusatasso dista 4,85 chilometri dal medesimo comune di Suzzara di cui essa fa parte e conta 864 abitanti. Il paese sorge attorno a una piccola cappella innalzata in onore di San Michele Arcangelo. In un documento del 1154 troviamo che Brusatasso era sotto la giurisdizione del parroco di Suzzara. Il primo rettore di questa chiesa fu don Flaminio Moro nel 1500. In seguito don Mario Roscio iniziò la serie regolare dei rettori, continuata nel 1731 con il primo arciprete don Ferri. Tra le vicende della frazione è da ricordare nel 1630 l'occupazione degli Alemanni che saccheggiarono il paese e la Chiesa, sottrassero gli arredi più preziosi, bruciarono l'archivio parrocchiale, portarono la peste nel Ducato di Mantova e causarono la morte di più della metà della popolazione di Brusatasso.
Nel 1702 il Po ruppe gli argini a Tabellano, causando un allagamento che si sommò al saccheggio del paese durante la Guerra franco-spagnola contro l'esercito imperiale austriaco comandato dal principe Eugenio di Savoia. Nel 1765 il parroco don Giuseppe Bustaffa ricevette dalla Curia di Mantova la licenza per la demolizione della vecchia Chiesa, a eccezione del coro e del presbiterio e ne fece costruire una nuova da mastro Ludovico Ascari. Gli altari furono costruiti successivamente nel 1766-1780. Nel 1776 venne costruita la sagrestia e dopo la demolizione del vecchio coro se ne innalzò uno nuovo, comunicante con il campanile. La facciata è risalente al 1882, mentre il campanile venne costruito di fianco all'abside nel 1759-1762. È interessante ricordare che il campanile era il più alto dei dintorni, ma venne abbassato per poter ospitare un concerto di campane considerevole per peso e sonorità. La Chiesa venne completamente restaurata nel 1939. L'orologio, opera artigianale dei Francesco Casali di Suzzara fu rimesso in funzione nel 1937. In conseguenza del sisma del maggio 2012, la chiesa è momentaneamente chiusa per restauri.

#### San Prospero

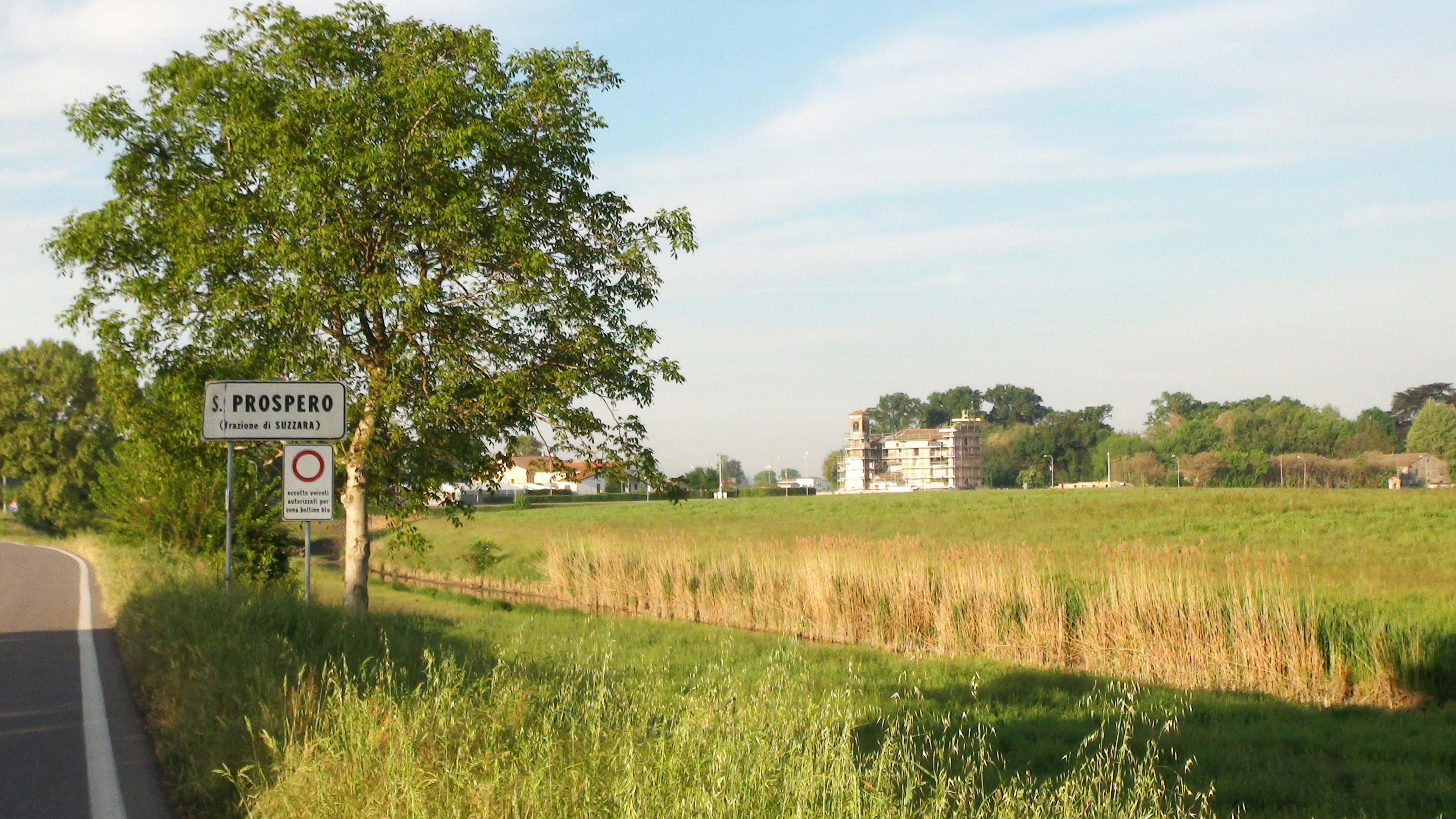
Scorcio di San Prospero

San Prospero, dialetto San Pròsp, agg. etnico quèi'd san Pròsp. Agionimo di Prosperus, il santo vescovo di Reggio Emilia popolarmente connesso a pro-spes “fortunato” patrono della parrocchia (25 giugno). Stando ai Miracula B. Prosperi il suo culto sarebbe fiorito sotto re Liutprando.
La frazione di San Prospero dista 6 chilometri dal centro di Suzzara e conta 339 abitanti.Il territorio, delimitato a nord dal collettore Zara, è tutto terreno agricolo e la "civiltà contadina", sia pure a livello più avanzato, vi è riscontrabile quotidianamente e dovunque.
San Prospero è la più piccola delle frazioni di Suzzara e anche per questo motivo le notizie sulla sua storia sono piuttosto rare. Notizie effettive si hanno nel 1749 quando fu ricostruita la chiesa grazie al contributo del parroco e del popolo.
L'edificio più notevole della frazione è Villa Grandi. Nel corso dei secoli le due famiglie vi hanno apportato modifiche, ornamenti, strutture aggiuntive. Della blasonata famiglia Cazzaniga-Donesmondi, si ricorda Luigi, nato a Mantova nel 1880, notaio di Mantova e Suzzara e famoso per aver fatto costruire l'attuale Scuola Materna di Suzzara inaugurata il 28 novembre 1960.
In conseguenza del sisma del maggio 2012, la chiesa è stata chiusa per restauri.
Nella villa vicino alla chiesa e suoi dintorni, fu girato il film Novecento di Bernardo Bertolucci negli anni 1970, dove tutta la troupe prima e dopo l'azione delle scene, si riversava all'unico telefono e negozietto presente, dove si vendeva di tutto, la classica bottega del paesetto di perfetta bassa campagna. Se mancava qualcosa, la signora Maria Ferrari ordinava, mentre fra i tavolini i lavoranti sorbivano caffè e vino, giocando a carte.
Alcuni degli attori divennero famosi dopo questa loro apparizione.
Oggi il paese è spopolato, perché l'unico lavoro è l'agricoltura, mentre parte della popolazione si è trasferita nella vicina Suzzara.

#### Sailetto

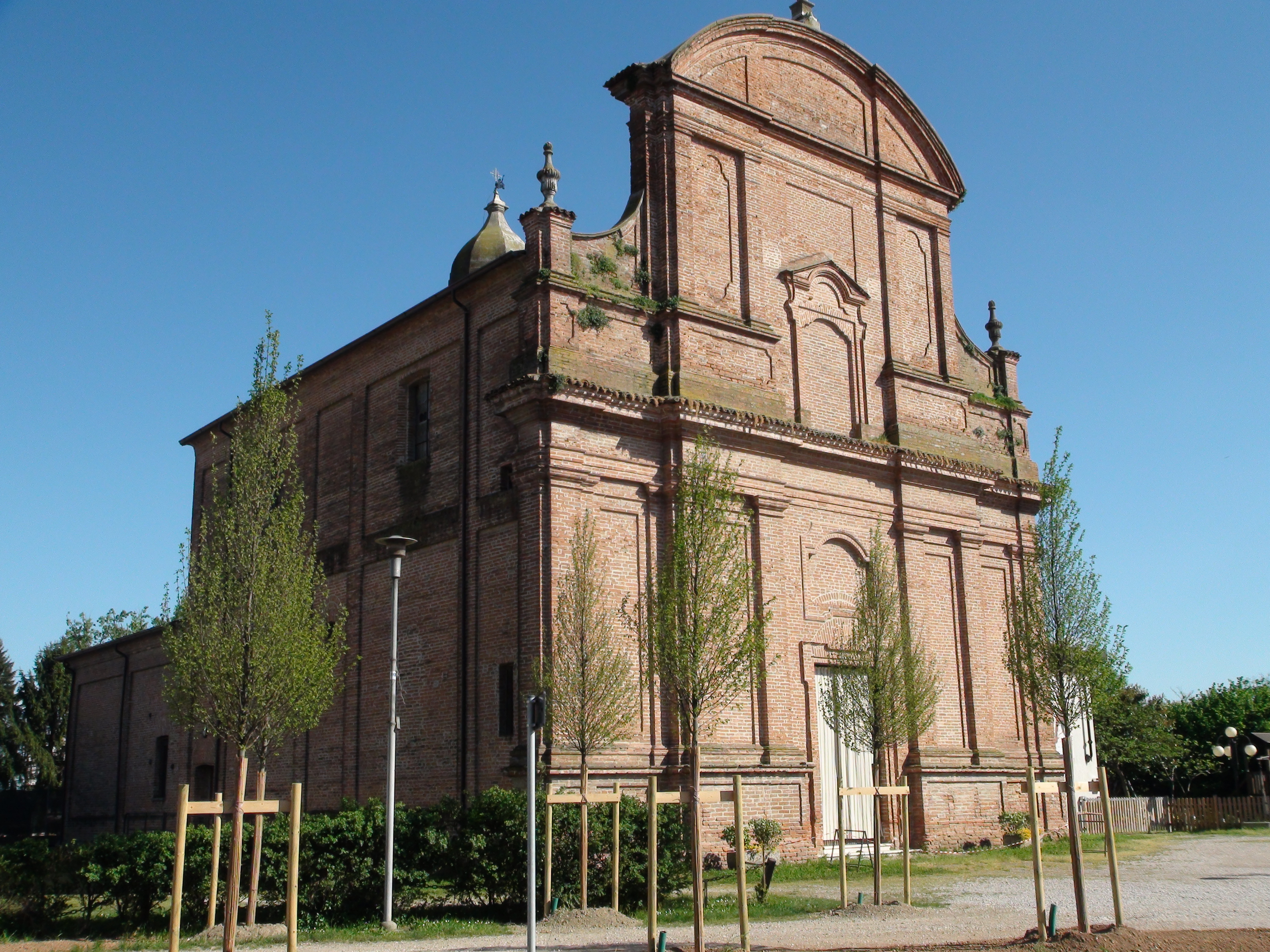
Chiesa di Sailetto, frazione di Suzzara

Sailetto, dialetto Sailè. Dal latino salictum-salictulum per “terra dei salici” o “piccolo saliceto”. Un'altra denominazione potrebbe derivare dalla forma latina di San Leo, tramutatasi nel dialetto con il tempo in Sailetto appunto.
La frazione di Sailetto di Suzzara dista 4,18 chilometri dal medesimo Comune di Suzzara di cui essa fa parte e ha 485 abitanti. Per una questione di confini, Sailetto si trova divisa a metà e una parte appartiene al comune di Motteggiana. 
Secondo un'antica tradizione, papa Leone I, durante il suo viaggio per incontrare Attila, avrebbe pernottato al “Forte Urbano”, situato nei pressi di Sailetto, una corte sulle rive del Po. In memoria di quell'evento venne eretta dagli abitanti una cappella, sui ruderi della quale si sarebbe successivamente costruita l'attuale chiesa di San Leo presso il Forte Urbano nell‘'800. Nel 1200 la cappella diventò chiesa battesimale. Più tardi il Forte venne distrutto dai soldati di Giovanni delle Bande Nere e gli abitanti (chiesa compresa) si spostarono nella zona dell'attuale paese. La costruzione della chiesa risale al 1400, quando venne costruita una chiesa di stile gotico che dopo il Concilio di Trento divenne parrocchia, che tuttavia nel 1749 venne demolita per costruire l'attuale. All'interno si conserva una tela ovale di Giuseppe Bazzani che raffigura l'incontro di Attila con papa Leone I.
In conseguenza del sisma del maggio 2012 la chiesa è stata chiusa per restauri ed è stata riaperta il 29 maggio 2015, nel terzo anniversario del terremoto.

#### Tabellano
"Prima 'l Tablan e po...Milan."
(Blasone)

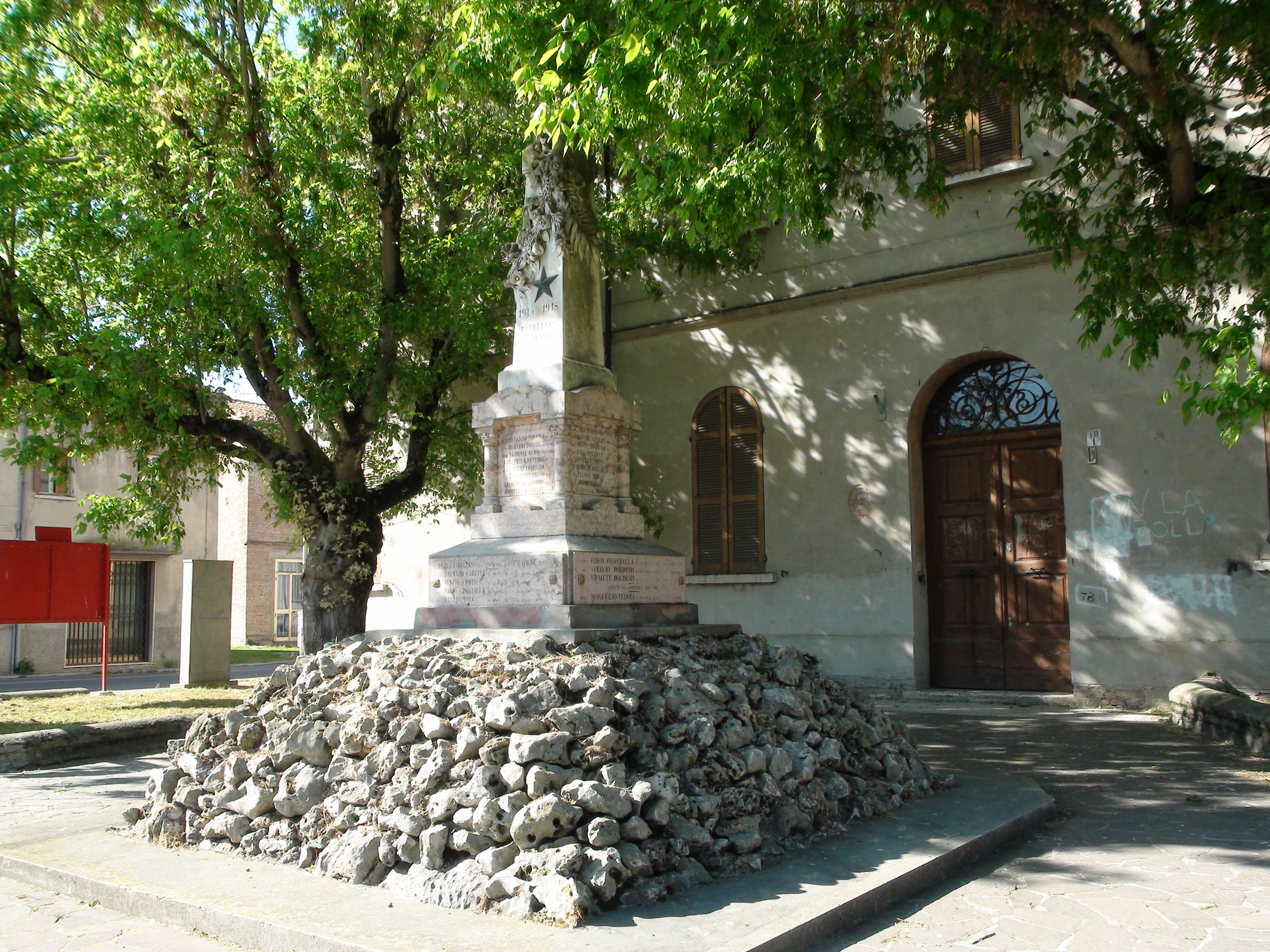
Monumento ai caduti di Tabellano, frazione di Suzzara

Tabellano, dialetto Tablan. Le due versioni di fonte tradizionale non risolvono interamente il processo fonetico e gli agganci genetici del nome. La prima vuole che il nome derivi dal latino tabella, diminutivo di tabula, nel senso di “tavella” ovvero fabbrica di laterizi. La seconda si collega al fatto che Tabellano fosse passaggio doganale tra le due sponde del Po, indicato da opportune tabelle di segnalazione, il che richiamerebbe il latino tabularia
La frazione di Tabellano dista 3,49 chilometri dal medesimo comune di Suzzara di cui essa fa parte e conta 1 013 abitanti.
Una vera storia di Tabellano e documenti storici relativi non esistono. Si ha certezza della sua esistenza intorno al 1000 e si sa che le sue terre appartenevano alla contessa Matilde di Canossa. Fu proprio la contessa a far costruire la chiesa in stile romanico, che sarà poi restaurata nel 1681. Alcune notizie si hanno in riferimento alla battaglia di Borgoforte, durante la quale la chiesa diventa ospedale militare. Nel 1870 viene istituito l'asilo infantile e nel 1880 le scuole elementari. 
Tabellano è la frazione più popolata del comune di Suzzara. Il paese ha sviluppato nell'ultimo Dopoguerra alcune piccole industrie meccaniche, agricole e artigianali. 
Tabellano è spesso stata minacciata dalle piene del Po. In particolare la più pericolosa è stata nel 1951 quando l'acqua raggiunse e superò in alcuni punti il piano della sommità arginale e si faticò a contenere le acque.
Vicino a Tabellano sorge Croce del Gallo, località che prende il nome da un gallo in ferro situato sul cocuzzolo di una casa che serve da banderuola.

#### Riva di Suzzara

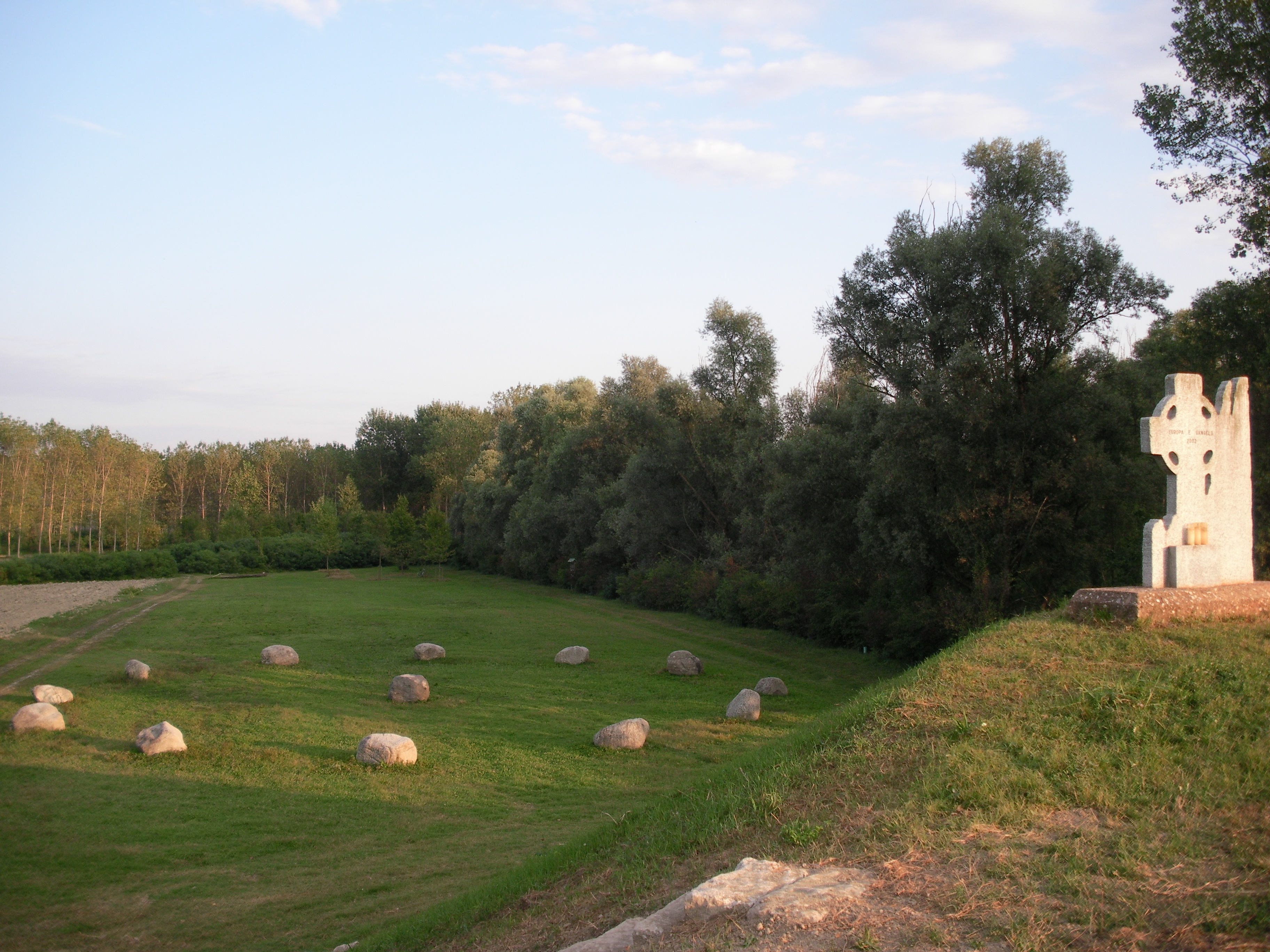
Memoriale al Parco San Colombano di Riva di Suzzara

Riva di Suzzara, dialetto Riva, cognominizzazione del toponomastico Riva, da ripa non perché “in riva al Po”.
La frazione di Riva dista 3,91 chilometri dal comune di Suzzara di cui essa fa parte e ha circa 809 abitanti.
La storia di Riva è intimamente legata a quella di Suzzara e viene citata per la prima volta ai tempi della dominazione longobarda, come Portus mantuanus, citato insieme ai porti del Po (del Bresciano, del Parma e dell'Adda) e ritorna anche nel Codice Diplomatico Longobardo(730), nel concordato tra il re Liutprando e Comacchio, nel quale si parla sia di tributi, il ripatico, che di addetti, i Riparii. Sembra questo il contesto in cui leggere la testimonianza di una presenza monastica di Bobbio proprio a Riva, ancora evidente nel titolo della Cappella di San Colombano, l'unico titolo non romano e chiaramente legato ai Longobardi nell'isola suzzarese..
Riva è inoltre legata alla figura del primo arciprete di cui si è a conoscenza: don Giuseppe Baldini, parroco dal 1899 al 1932.
Famosa fu la battaglia di Luzzara del 15 agosto 1702, durante la quale Riva e in particolare il territorio dove ora si trova il Parco San Colombano fu teatro di scontri e violenze legate alla successione al trono di Spagna. Si trattò di un episodio bellico di particolare efferatezza: le cronache dell'epoca riportano che in quattro ore di battaglia morirono circa 7.000 soldati. In memoria di quell'episodio, il 15 agosto 2002, a 300 anni dalla battaglia, è stato inaugurato il Memoriale della Riconciliazione, una piccola cappella ricavata da una nicchia naturale.
Molte altre storie si narrano attorno al territorio di Riva e si legano, in particolare, alla dominazione austriaca quando contrabbandieri e briganti, renitenti alla leva, attraversavano i suoi boschi e spesso imponevano la consegna di parte del bestiame. Famoso fu il contadino Marzola che si era rifiutato di consegnare il bestiame e per questo venne crocifisso sull'uscio di casa e lasciato morire lentamente. In riferimento a questo episodio, sulla strada che da Suzzara porta a Riva sorge corte Marzola dove è ancora visibile un busto marmoreo che ritrae il Marzola crocifisso.
A Riva sorgono inoltre due palazzi, uno detto “della fame” e l'altro “della sete”, perché in tempi di carestia furono venduti in cambio di un sacco di frumento e una botte di vino. 
Cinquant'anni fa erano ancora presenti i mulini del Po, scomparsi da tempo lungo tutto il corso del fiume. Uno degli ultimi è quello di Tagliavini, che affondò nei pressi di “Testa di ponte” e giace ora sul fondo del fiume.
Vive sono ancora alcune leggende legate a Riva, tra cui quella del “Visul” un uomo, pare, vissuto sul Po e morto sul fiume mentre con il suo battello andava a tiro di un volo di anatre selvatiche.
Famosa anche per la cronaca più rovente con gli scontri sul fiume tra partigiani e tedeschi, la sua storia più recente ha una concretezza dolorosa che si lega alla lapide che ricorda un partigiano caduto in quegli scontri.

##### Altre località
Del comune di Suzzara fanno parte anche le località di Alberine - Caselle (4,41 km), Arginotto (4,29 km), Borgo Quindici (2,59 km), Ca' Vecchia (8,36 km), Cittadella - Bugni (5,38 km), Corte Alipranda (4,06 km), Corte Gorizia (5,40 km), Corte Rozza (4,98 km), Curada (4,93 km), Forte Urbano (4,94 km), Gazzina - Cherubina (3,38 km), Gonzagone (3,73 km), Lo Stradone (3,19 km), Merlotti (3,35 km), Palazzo Fame (3,77 km), Pioppelle (3,41 km), Venirola (3,67 km), Vienuove (7,20 km), Zamiola (6,60 km), Zanetta (4,43 km).

## Economia

### Agricoltura

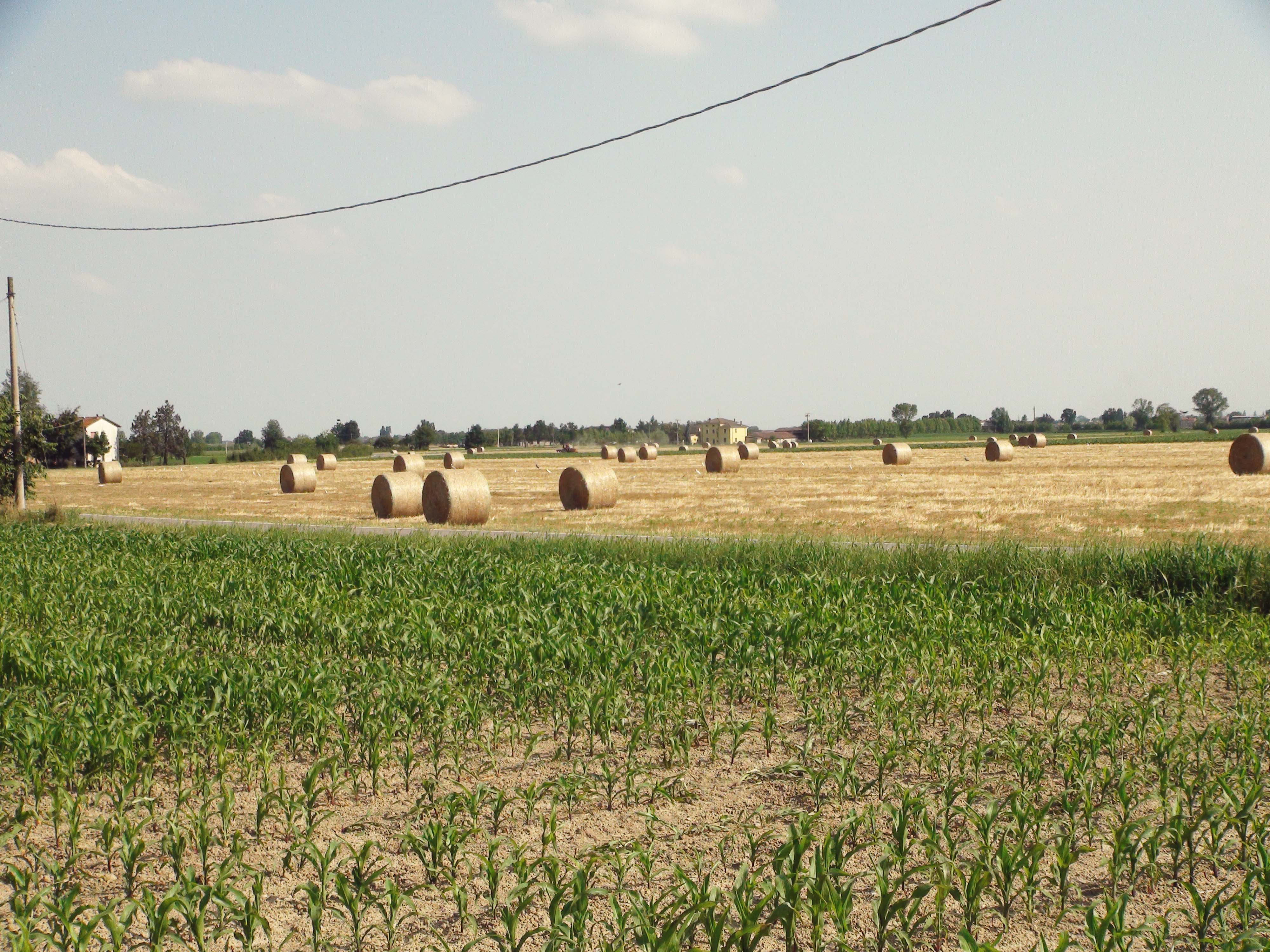
Territorio agricolo di Suzzara

Suzzara è il principale centro agricolo-industriale dell'Oltrepò mantovano. Ha una superficie territoriale di 6110 ettari e una superficie agrario forestale di 5255 ettari, utilizzata per la maggior parte in seminativi
A seguito dell'opera di Bonifica dell'Agro mantovano - Reggiano avvenuta nel 1907, che diede una rapida accelerata al settore zootecnico e quello lattiero-caseario, si è andato via via specializzando l'allevamento di bestiame per la produzione di latte. Lo sviluppo del settore zootecnico è stato anche fortemente influenzato dal progresso del settore agricolo attraverso l'impiego di moderni mezzi tecnici (concimi chimici, irrigazione con metodi all'avanguardia, antiparassitari e meccanizzazione). Le coltivazioni prevalenti sono grano, mais, barbabietola, patata, pomodori e ortaggi. L'allevamento è prevalentemente di suini(20883 suini dell'unità agricola) e di bovini (10815 bovini dell'unità agricola)
Le aziende agricole presenti sono di dimensioni medio grandi. In questa area l'agricoltura intensiva è stata un motore per l'industria meccanica applicata alla zootecnica. Importanti a livello nazionale sono gli allevamenti di bovini e suini. Le industrie alimentari che operano sul territorio (casearie, vinicole, delle carni) sono tra le più all'avanguardia in Italia e forniscono prodotti d'eccellenza.

### Commercio
Il commercio a Suzzara inizia a prendere piede agli inizi del 1900 a seguito della bonifica delle sue terre, alla realizzazione di strade, case e la ferrovia Suzzara-Ferrara e la ferrovia Verona-Mantova-Modena.
Secondo i dati Istat al 2011 le attività commerciali maggiormente sviluppate sono quelle del commercio all'ingrosso e al dettaglio di riparazione di autoveicoli e motocicli (308 unità attive e 1206 addetti Seguono le attività di costruzioni (unità 212/addetti 398) e il commercio al dettaglio (162 unità e 652 addetti).

### Industria e artigianato

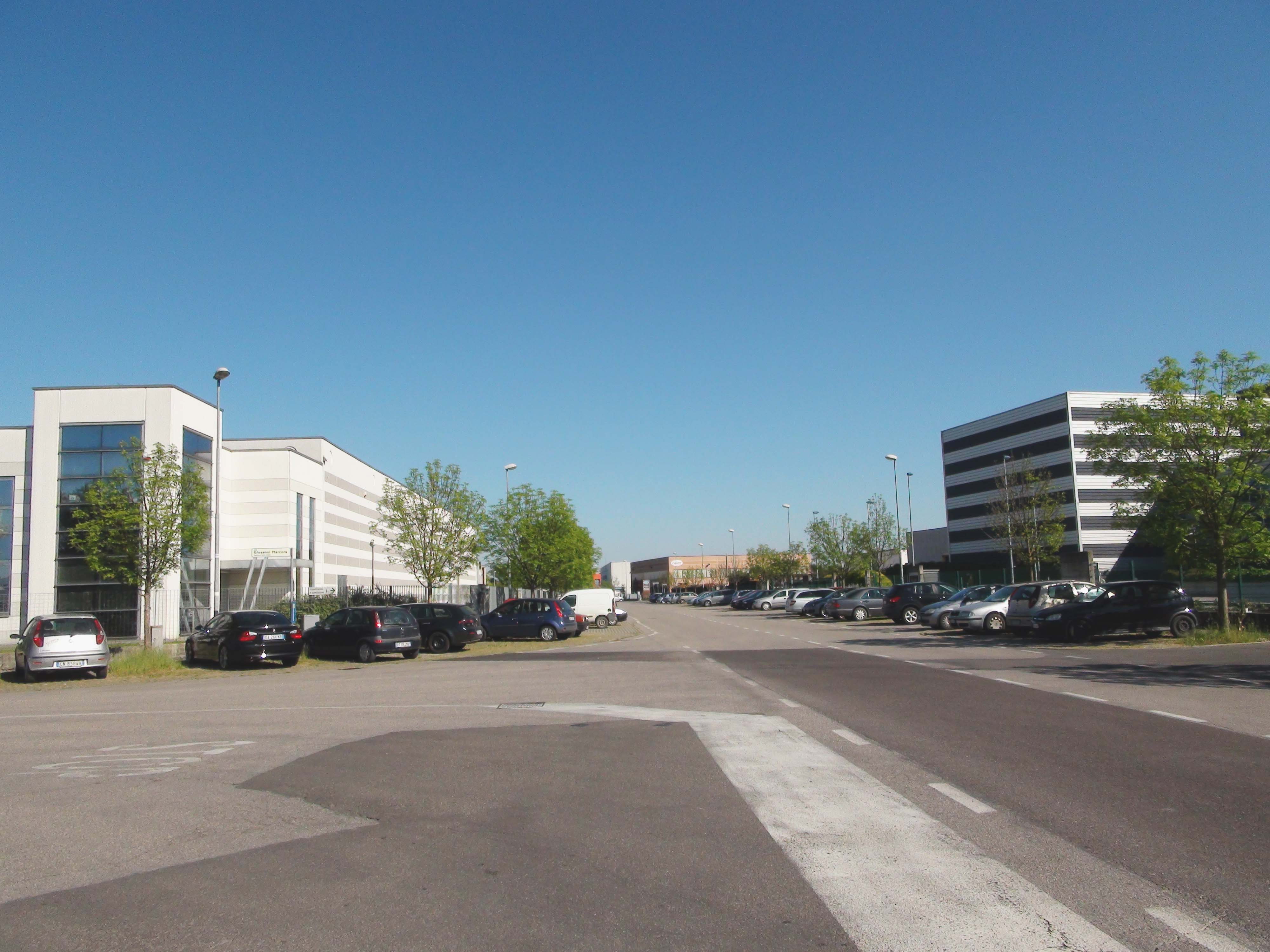
Scorcio della zona industriale di Suzzara

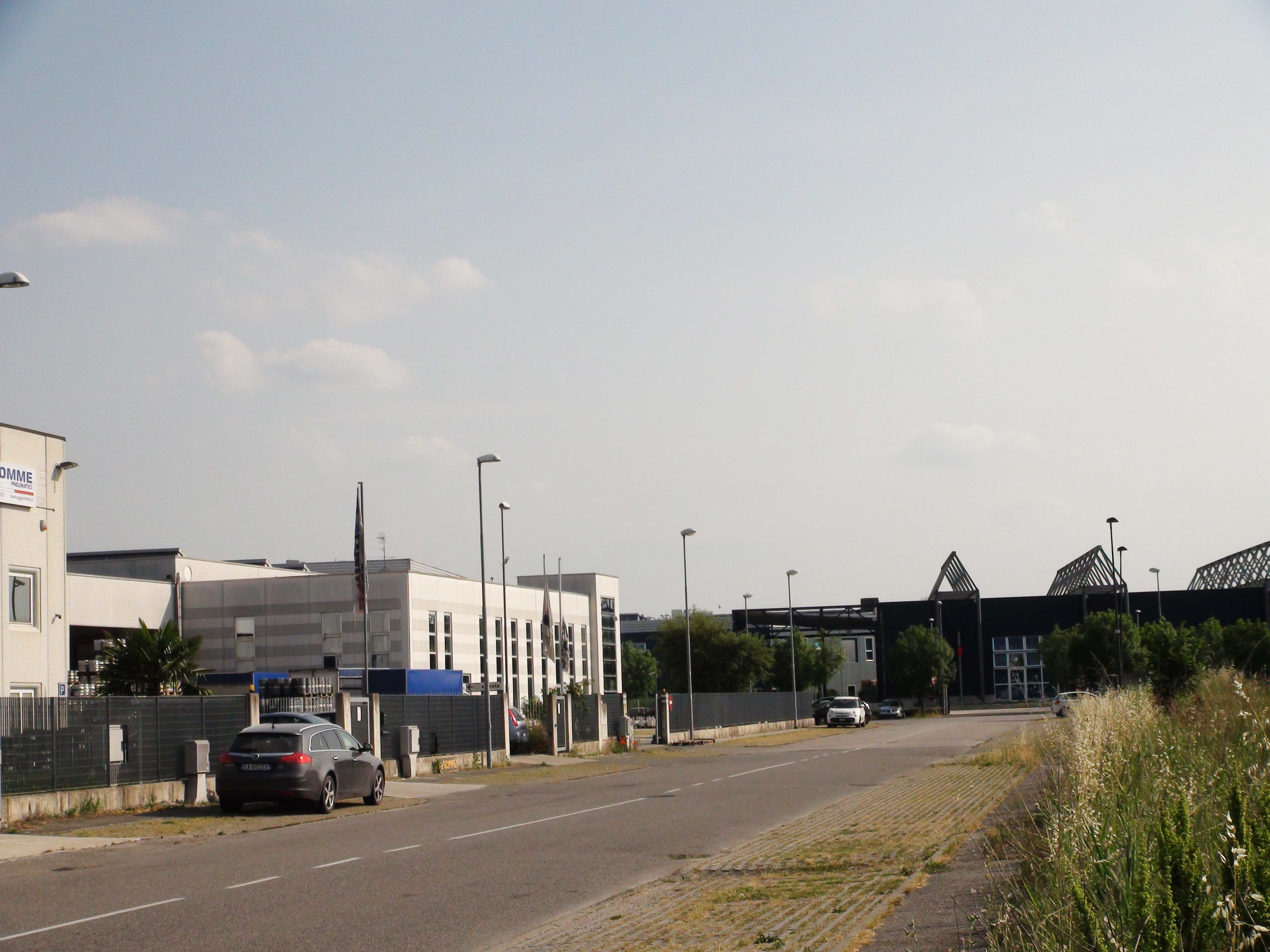
Zona industriale di Suzzara

L'industria e l'artigianato contano una imprenditoria rilevante e molto diversificata. Oltre ad alcune grandi fabbriche è presente un significativo indotto di piccola e media impresa. Tutta la zona ha avuto un forte impulso nella fase postindustriale, fra la fine degli anni cinquanta e i primi anni settanta.
A Suzzara sono presenti infatti 1124 imprese tra le quali predominano quelle impiegate nel settore agricolo e quelle nel settore manifatturiero.
Nel settore industriale le attività predominanti sono quelle meccaniche, della refrigerazione e del settore lattiero-caseario..

#### Settore meccanico

##### Iveco SPA
L'economia suzzarese è strettamente legata al settore meccanico, in particolare a quello della realizzazione e della riparazione di macchinari agricoli. Verso la fine del XIX secolo a Suzzara approdò Francesco Casali che diede inizio ai primi fermenti industriali della zona e aprì una piccola officina in via Roma (oggi Luppi Menotti) per la riparazione di mezzi agricoli (in particolare trebbiatoi). Attorno al 1891, la Ditta Casali ampliò produzione e sede, portandosi lungo il viale della Stazione di Suzzara, in una Fabbrica progettata dall'ing. Francesco Piazzalunga. La conversione della produzione durante la prima guerra mondiale segnò pesantemente la Casali, che 1918 divenne CIMAC (Compagnia industriale macchine agricole Casali) con sede ufficiale a Mantova e che nel 1922 dovette cedere il passo alla MAIS a seguito di una grave crisi produttiva. Nel 1936 la MAIS venne assorbita dall'Officine Meccaniche di Brescia, passando dalla produzione di macchine agricole a quella di autocarri militari, telai e carrozzeria per autobus e autocarri. Dalla fusione di 5 diversi marchi: Fiat Veicoli Industriali (con sede a Torino), Officine Meccaniche (Italia), Lancia Veicoli Speciali (Italia), Unic (Francia) e Magirus-Deutz (Germania), nascerà l'attuale Iveco, situata in viale Zonta.

##### Zucchi
A fronte del successo della Casali, nel 1909 venne fondata la ditta industrie meccaniche Zucchi Pilade, operaio della Casali, che forte di quell'esperienza decise di costruire uno stabilimento per la produzione di macchine sgranatrici e sfogliatrici, trebbiatrici, turbine idrovore, meccanismi per mulini, caldaie a vapore, essiccatoi per cereali, motori a gas povero, costruendo la sua ditta accanto alla Casali, nel viale della Stazione di Suzzara. La Zucchi Pilade sarà operante nel settore fino al trasferimento a Mantova nel 1913 con denominazione S.A.I.M.S. (Società anonima industrie meccaniche suzzaresi).

##### Pinfari

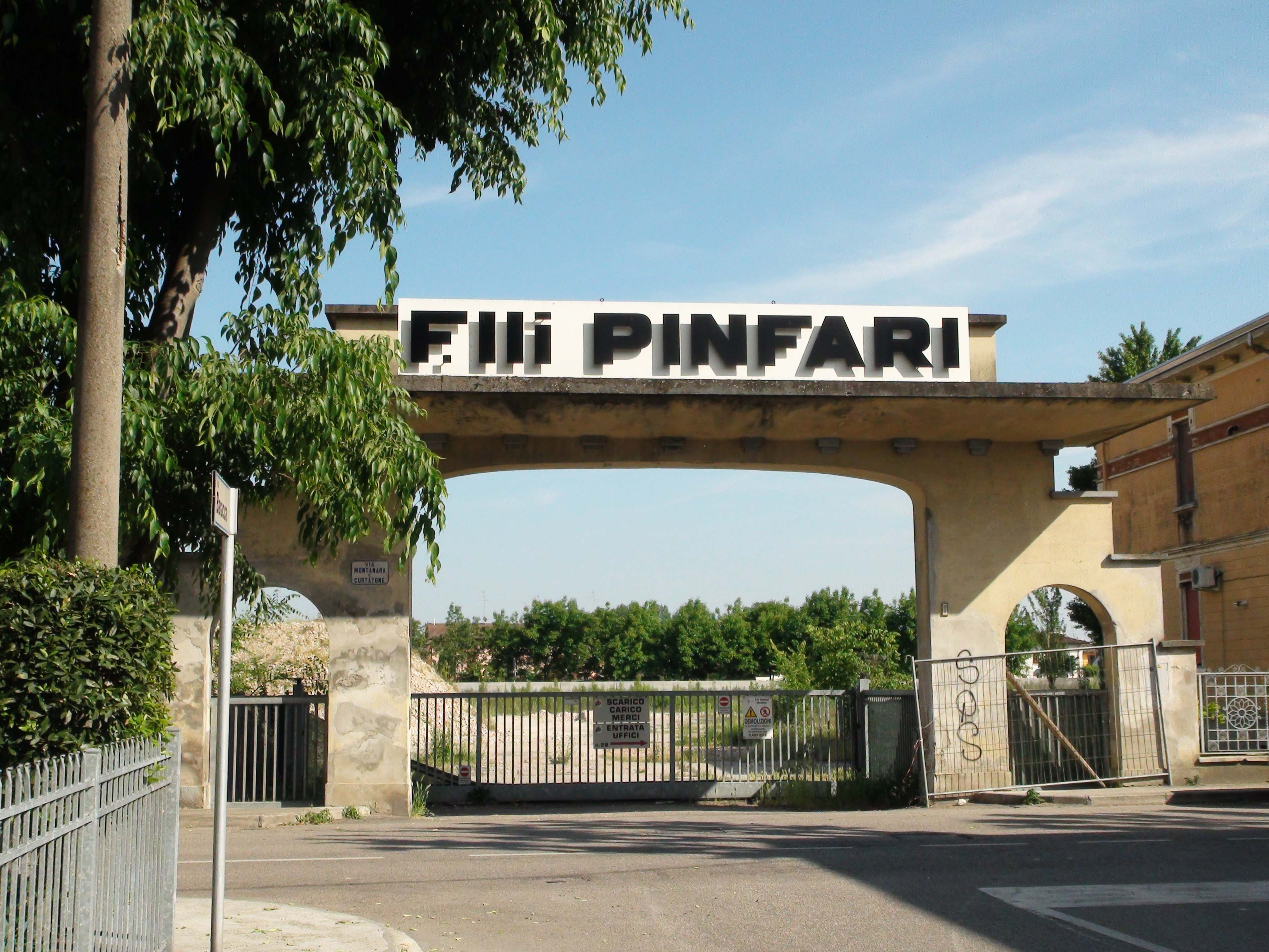
Azienda Pinfari Suzzara

Nel settore meccanico famosa è la Pinfari, di Italo e Dante Pinfari, situata in via Curtatone e Montanara per la costruzione di attrazioni per i Luna park. Nata ufficialmente nel 1857 come carpenteria per la realizzazione di attrezzi agricoli, divenne la prima azienda nel mondo a produrre montagne russe interamente in acciaio. Nel 2008 la ditta ha dichiarato fallimento: i brevetti ed il catalogo prodotti sono stati acquisiti da Interpark Amusements di Spilamberto.

##### Carra
Alcuni operai della ditta Casali si unirono per fondare un'azienda che producesse macchine agricole: è questo ciò che avvenne alla Società fratelli Carra che ebbe origine nel 1914, per opera di 5 fratelli, Adelelmo, Cirillo, Luciano, Ciro e Sante, allievi della Scuola Arti e mestieri. Dopo la cessione della Casali, i quattro fratelli costruirono un laboratorio di riparazione di macchine agricole. Nel 1919 il laboratorio fu spostato in via XXIII Aprile. I fratelli ottennero negli anni ante seconda guerra mondiale numerosi successi, grazie alla produzione di sgranatrici, come la Universal e trebbiatrici, come la Virgiliana, gioiello della meccanica agricola. Cirillo Carra in quegli anni fu oltretutto insignito dell'onorificenza di Cavaliere dell'ordine dal Capo dello Stato. L'industria cessò l'attività nel 1961.

##### Marocchi
Con pochi operai in via Manzoni, nel 1920 nasceva l'attività di Arrigo Marocchi, nella produzione di cucine economiche. Nel 1933 la ditta si trasferì in via Solferino e nel 1939 iniziò l'attività collaterale di costruzione di macchine agricole, che passerà poi nel dopoguerra in mano a Felice Compagnoni.

##### COMAS
Azienda che visse dal 1921 al 1930, la Costruzioni Meccaniche Agricole di Suzzara si occupava di costruzione di sgranatrici e riparazione di macchine agricole dirette da Arcangelo Bottazzi. Originariamente sorta in viale Virgilio, si spostò poi in via Don Bosco.

##### Pineschi
La ditta fratelli Pineschi, proveniente dalla zona di Rolo e Novi, si stabilì a Suzzara in via Curtatone e Montanara, per la lavorazione e il commercio dei legnami e la produzione di imballaggi e compensati in genere. Nel 1957 chiuse i battenti, anche a seguito di un disastroso incendio avvenuto nel 1950. Al suo posto venne inserita la IN.CON per la produzione di controplaccati.

##### I.M.A.S
Nel 1935 due operai già facenti parte della MAIS, iniziano per conto proprio un'attività di carattere artigianale riparando macchine agricole. Preso in affitto un capannone in via Manzoni, Renato Formentini e Vittorio Erminetti allargano la cerchia dei propri clienti. In seguito i due si dedicarono anche alla produzione in particolare di una trebbiatrice per frumento a paglia lunga, nel 1940, e una pressaforaggi. La ditta chiuderà a seguito di una forte crisi negli anni sessanta.

##### Maravelli
La ditta artigianale fratelli Maravelli si trovava in località Zara Zanetta e si era avviata come ditta di falegnameria e riparazione di macchine agricole grazie ai fratelli Evaristo, Medardo e Giuseppe Maravelli. Nel 1946 iniziò a produrre carri agricoli con botte per poi passare a sfogliagranatrici e sgranatrici per mais. Negli anni sessanta la ditta che vantava una ventina di dipendenti cessò la produzione tradizionale dedicandosi a nuovi tipi di macchinari in ferro per l'agricoltura, passando a Remo Maravelli, figlio di Evaristo, che prese in mano la ditta nel 1965. La ditta cessò l'attività nel 1986.

##### Tagliavini e Negri
Nel 1950 il giovane Loredano Tagliavini ideava e sperimentava una sfogliasgranatrice da granoturco di nuova concezione. Di qui l'idea di farne un brevetto. Spinto da necessità di finanziamento si associò l'anno dopo con Aldo Negri in un angusto laboratorio di Viale Virgilio, dal quale nel 1957 si trasferiranno. Il nuovo locale, ubicato sempre in viale Virgilio era dotato di capannoni, uffici e magazzini. Nel 1960 la ditta iniziò a lavorare anche per il mercato estero. Con la morte di Tagliavini e la crisi del settore, la ditta cesserà l'attività nel 1962.

##### Piusi
Nel 1953 l'ing. Franco Varini fonda la Piusi e comincia l'attività con il nome O.M.A.A. Srl (Officina meccanica riparazioni agricole) allo scopo di costruire e commercializzare pompe, compressori macchine e altri articoli per usi industriali e agricoli. La ditta si caratterizzò all'inizio come officina meccanica per applicazioni agricole. Nel 1958 l'ing. Franco Varini prelevava l'ex sede del laboratorio Rossi-Genitrini di via Toti, iniziando a produrre macchine e accessori per l'agricoltura e per applicazioni a trattrici agricole. Il concetto alla base della progettazione era l'unificazione di certi particolari della trattrice, cosa che permise subito un grande sviluppo anche all'estero. L'azienda attualmente è ubicata in zona industriale Rangavino e a fornisce soluzioni professionali, di semplice utilizzo e di elevate prestazioni per il travaso, per il rifornimento e per la misurazione di lubrificanti, carburanti e liquidi.

##### Bosi
Nel 1960 i fratelli Bosi aprono un laboratorio per la produzione di speciali marmitte per auto, in via Galilei.

##### Fr. Grespan
Alla metà degli anni cinquanta Bruno Grespan, già dipendente della Officine Meccaniche, con l'aiuto del fratello Edy, progettò un nuovo modello di sfogliasgranatrice per granoturco. Trasferitisi da via Piave a via Galilei cominciarono a rendere più ricca la gamma dei prodotti con un modello di sfogliatrice su due ruote. Nel 1964 avvenne la fusione con la Cavaletti Snc, da cui nacque la Grecav, che si amplierà a Gonzaga dedicandosi alla fornitura di componentistica alle grandi case di macchine agricole e industriali e nel settore minicar.

##### Bondioli e Pavesi
Le origini della Bondioli e Pavesi risalgono al 1950 quando Edi Bondioli e Guido Pavesi fondano una piccola officina in via Piave a Suzzara per la riparazione di macchine agricole, gettando anche le basi della produzione di scatole ingranaggi e alberi cardanici, due prodotti per la trasmissione di potenza che risulteranno fondamentali nello sviluppo della meccanizzazione agricola del secondo dopoguerra. Nel 1961 i due soci arrivano a costruire l'attuale stabilimento di via 23 aprile. Nel 2000 la ditta è arrivata a 600 dipendenti a Suzzara, 400 con le 10 filiali estere La gestione del mercato italiano rimane in carico alla casa madre sino al 2007 quando viene creata Bondioli & Pavesi Sales & Logistics, una società che si occupa di gestire la logistica distributiva del gruppo e le attività commerciali per il mercato italiano.
GIBICAR
Nel 1963 viene fondata GIBICAR, azienda dell'indotto Fiat / Iveco, che negli anni si specializzerà nella produzione di sedili per il trasporto passeggeri e veicoli militari, diventando una delle aziende di riferimento nel settore, sia a livello nazionale che europeo. L'azienda nel 2009 viene assorbita da un altro marchio operante nel settore e l'attività trasferita nel reggiano.

#### Settore refrigerazione

##### Tasselli
Il pioniere del settore della refrigerazione fu senz'altro Giovanni Tasselli, che iniziò a costruire ghiacciaie dalla vicinanza della sua residenza alla “fabbrica del ghiaccio” di Viale Diaz. Quest'ultima venne costruita per conto di Efidio Carra e Gino Marcheselli nel 1921 con celle frigorifere per macellai, salone per conservazione alimentari, fabbrica selz, gassose, pastorizzazione birra.
La ditta Tasselli nacque ufficialmente nel 1942 con la produzione di ghiacciaie domestiche. Nel 1989 la Tasselli, dopo l'incorporazione con la Dart Italia Spa si chiamava Premark Italia spa. L'azienda nel 2008 fu costretta a chiudere lo stabilimento di Suzzara.

##### G. Leali
Tra le aziende da ricordare nel settore c'è la G. Leali Suzzara, fondata nel 1958 ad opera di Gianfranco Leali in via Ippolito Nievo per la costruzione di frigoriferi industriali con struttura in legno, ricoperti in laminato plastico. La ditta cessò la sua attività nel 1966, per una fortissima crisi di mercato. Nello stesso anno, Gianfranco Leali ritornò sul mercato con la “Cel Frigo di Giubertoni Elsa”, con il nome della moglie, in un capannone di via Montecchi. In questa nuova azienda Leali si dedicò alla produzione di armadi frigoriferi e porte per celle in muratura. Dopo trent'anni di attività, l'azienda chiuse nel 1997.

##### Everlasting
Tra le storiche aziende produttrici nel settore della refrigerazione troviamo l'Everlasting, nata nel 1956 con il nome “Evermatic” per opera di Giovanni Guidetti e Oliviero Caramaschi, in origine sita in via Ponteboccale. Negli anni 70 l'azienda vide il consolidamento dell'attività e della produzione la quale si estese anche alla refrigerazione cantieristica e all'attività di coibentazione di furgoni, per conto della Officine Meccaniche-Fiat di Suzzara, e di mezzi anfibi di soccorso per la Lancia di Torino. Nel 1981 venne aperta un'azienda parallela, la “Cold mark”, nell'area alle spalle della ditta capostipite (zona industriale tra Suzzara e Luzzara), che chiuderà nel 2001, ricostituendo un laboratorio nella zona di Palidano e specializzandosi nella produzione di celle frigorifere componibili. Nel 2007, infine, nasce la “Evermed srl”, specializzata in prodotti refrigeranti del settore sanitario.

##### Zanotti
L'attività della Zanotti nasce dalla mente del tecnico-imprenditore Mario, che dopo aver collaborato con l'impresa dei cognati Fiocchetti e frequentato corsi alla Scuola Arti e Mestieri decise di mettersi in proprio nel locale dell'autorimessa famigliare di Strada Statale Cisa, riparando macchine refrigeranti. Nel 1962 dopo i primi successi Mario fondò la “Zanotti Mario - frigorista” dando origine alla produzione delle unità refrigeranti “Uniblock”, caratterizzate da una nuova concezione in cui venivano assemblati in un unico apparecchio compressore, condensatore, evaporatore e quadro elettrico. In seguito l'azienda allargò la produzione costruendo impianti per locali di asciugamento e stagionatura salumi. Nel 1981 la Zanotti cambiò ragione sociale in “Uniblock Zanotti Spa” e nel 1995 ampliò i locali e si trasferì a Pegognaga. Mario Zanotti restò al timone fino al 2006, quando la ditta venne ceduta a Walter Marocchi e dopo l'abbandono della Uniblock si rimise sul mercato con la “Zamar”, che attualmente si dedica alla produzione di attrezzature da utilizzare nel campo medico e sanitario.

##### Cisaplast
La nascita dell'azienda nel 1962 si deve a Walter Mantovani, figura tra l'altro popolare per i suoi trascorsi calcistici. Grazie alla frequentazione con Luigi Tasselli, suo amico conosciuto durante gli anni da presidente del Suzzara Calcio, fondò nel 1961 la società Cisaplast srl, concentrando la produzione su stampaggio sotto vuoto di materiali plastici impiegati come controporte dei frigoriferi e di guarnizioni in gomma per la tenuta del freddo delle porte stesse. La sede produttiva si trovava in località Croce del Gallo e veniva gestita assieme al fratello Armando e i nipoti Alessandro e Alberto Guiducci. La gamma produttiva in seguito si allargò con la costruzione di retrocoperchi in plastica per gli apparecchi televisivi prodotti dalla Europhon di Quistello e successivamente partì la produzione di porte complete di plastica per banchi alimentari refrigerati, accanto alla lavorazione dell'acciaio inossidabile di porte e cassetti per banchi bar e negozi alimentari.
Nel 1966 iniziò anche la produzione di fac-simili di plastica di prodotti alimentari e la produzione di insegne luminose pubblicitarie (per marchi quali Ferrari e Milkivit). Infine nel 1977 passò alla produzione di porte a vetro in alluminio per frigoriferi e congelatori, self-service a basse temperature. Nel 2006 la ditta ha ampliato i propri locali, costruendo un capannone nella zona di Motteggiana.

#### Settore lattiero-caseario
Tra i principali centri di sviluppo del settore lattiero caseario troviamo proprio Suzzara, che iniziò la fase di produzione verso la fine del 1800, grazie alla nascita della Ditta Scaravelli e Negri e Compagni, nei pressi della stazione ferroviaria. Quest'ultima iniziò ad occuparsi della manipolazione e dell'esportazione di latticini, con fabbrica a vapore di ghiaccio compresa, viste le celle frigorifere necessarie per la manipolazione e la conservazione del burro.
L'industria del caseificio, in particolare quella della produzione di burro, nel mantovano ebbe una notevole rilevanza, tanto da intraprendere numerose esportazioni anche verso l'America. Riuscì inoltre a sopportare i periodi di crisi per l'alta qualità, la grande capacità di alcuni industriali e dei caseifici cooperativi.
Nel 1901 la Ditta Scaravelli e Negri e Compagni venne sostituita dalla Latteria Lombarda, una società commerciale per la produzione e il commercio del formaggio e del burro. La sede della società era Guastalla mentre lo stabilimento restò a Suzzara. Oltre alla produzione di burro e formaggio, la società si propose l'allevamento dei maiali, il commercio del vino, delle uova e dei polli.
Il mantovano quindi raggiunse picchi di produzione molto alti, superando anche il Reggiano famoso per la produzione di formaggio grana. Attorno al 1917 proseguì la produzione di formaggio, ma venne abbandonata la stagionatura a causa dello scoppio della prima guerra mondiale. Nel 1919 l'industria del caseificio subì un ulteriore scossa dovuta alla limitata produzione e disponibilità di latte per uso industriale, essendo diminuito il numero delle vaccine lattifere e aumentato l'impiego del latte a uso alimentare e a seguito dei controlli governativi, troppo rigidi per stimolare la produzione di latticini. Attorno al 1921 nacque anche una Società industriale casearia proprio per risolvere problemi relativi al prezzo del latte e alla produzione stessa, per controllare in maniera più ponderata gli interessi caseari.
La seconda metà del Novecento vide invece un rilancio del settore, con la nascita di numerosi caseifici sparsi per tutto il suzzarese.

## Infrastrutture e trasporti

### Ferrovie
Il comune è attraversato dalla ferrovia Verona - Mantova - Modena, dalla ferrovia Parma - Suzzara e dalla ferrovia Suzzara-Ferrara ed è servito dalla propria stazione ferroviaria, posta in viale Zonta.

### Mobilità urbana
Collegamenti suburbani sono inoltre svolti mediante autoservizi APAM.

## Amministrazione
| Periodo        | Periodo        | Primo cittadino      | Partito | Carica  | Note |
| -------------- | -------------- | -------------------- | ------- | ------- | ---- |
| 3 luglio 1990  | 14 giugno 1999 | Luigi Salardi        | PDS     | Sindaco |      |
| 14 giugno 1999 | 8 giugno 2009  | Anna Bonini          | DS      | Sindaco |      |
| 8 giugno 2009  | 26 maggio 2014 | Wainer Melli         | PD      | Sindaco |      |
| 26 maggio 2014 | 10 giugno 2024 | Ivan Ongari          | PD      | Sindaco |      |
| 10 giugno 2024 | in carica      | Alessandro Guastalli | PD      | Sindaco |      |

### Gemellaggi
- Brioude, dal 1995[150]

## Sport
Nella città ha sede il Suzzara Sport Club che gioca le sue partite al Campo Sportivo Comunale, intitolato a Italo Allodi.